# Завод имени Лихачёва
Завод имени Лихачёва (аббревиатура ЗИЛ) — первое автомобилестроительное предприятие в Российской империи и СССР, основанное как «Товарищество на паях автомобильного Московского общества» (в сокращении АМО) в 1916 году и получившее имя Ивана Алексеевича Лихачёва в 1956 году. В 2013 году предприятие прекратило сборку автомобилей. В 2020 году ЗИЛ как автомобилестроительное предприятие было полностью ликвидировано, территория передана под застройку, но сама компания как юридическое лицо продолжает действовать и приносить прибыль; перерегистрирована с прежним названием и уставным капиталом, с основным видом деятельности «управление недвижимым имуществом».

## Названия завода
Таблица (усеченная) наименований завода выполнена по книге «Завод и люди. 1916—2016»
| Дата       | Полное наименование | Аббревиатура |
| ---------- | --- | ------------ |
| 01.01.1916 | Ремонтно-производственные мастерские |              |
| 02.08.1916 | Московский Автомобильный Завод товарищества на паях "Кузнецов, Рябушинский и Ко"                                                          | АМО          |
| 17.05.1920 | Первый Государственный Автомобильный Завод (бывший АМО)                                                                                   | 1ГАЗ         |
| 30.04.1923 | Первый Государственный Автомобильный Завод (бывший АМО) имени инженера Ферреро                                                            | 1ГАЗ         |
| 14.05.1925 | Первый Государственный Автомобильный Завод (бывший АМО)                                                                                   | 1ГАЗ         |
| 01.10.1931 | Первый государственный автомобильный завод имени И. В. Сталина                                                                            | ЗИС          |
| 26.06.1956 | Московский дважды ордена Ленина и ордена Трудового Красного Знамени ордена Октябрьской Революции автомобильный завод имени И. А. Лихачёва | ЗИЛ          |
| 13.07.1971 | Производственное объединение «Московский трижды ордена Ленина ордена Трудового Красного Знамени автомобильный завод имени И. А. Лихачёва» | ПО ЗИЛ       |
| 23.09.1992 | Акционерное московское общество открытого типа «Завод имени И. А. Лихачёва»                                                               | АМО ЗИЛ      |
| 15.07.1996 | Открытое акционерное московское общество «Завод имени И. А. Лихачёва»                                                                     | ОАМО ЗИЛ     |
| 02.07.2015 | Публичное акционерное общество «Завод имени И. А. Лихачёва»                                                                               | ПАО ЗИЛ      |

## История

### 1916 год. Основание завода

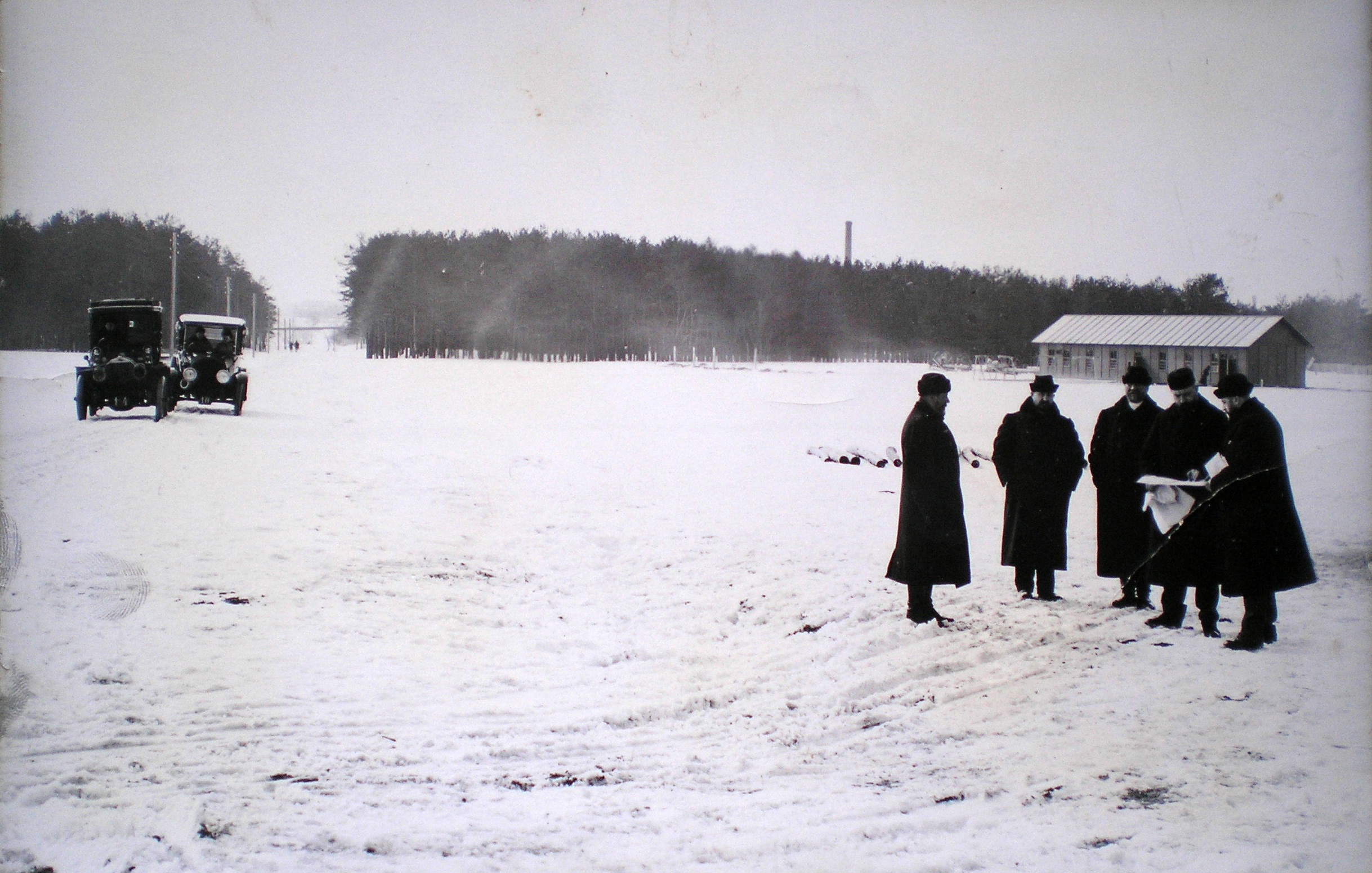
Сергей и Степан Рябушинские обсуждают план строительства АМО. Тюфелева роща, 1916 г.

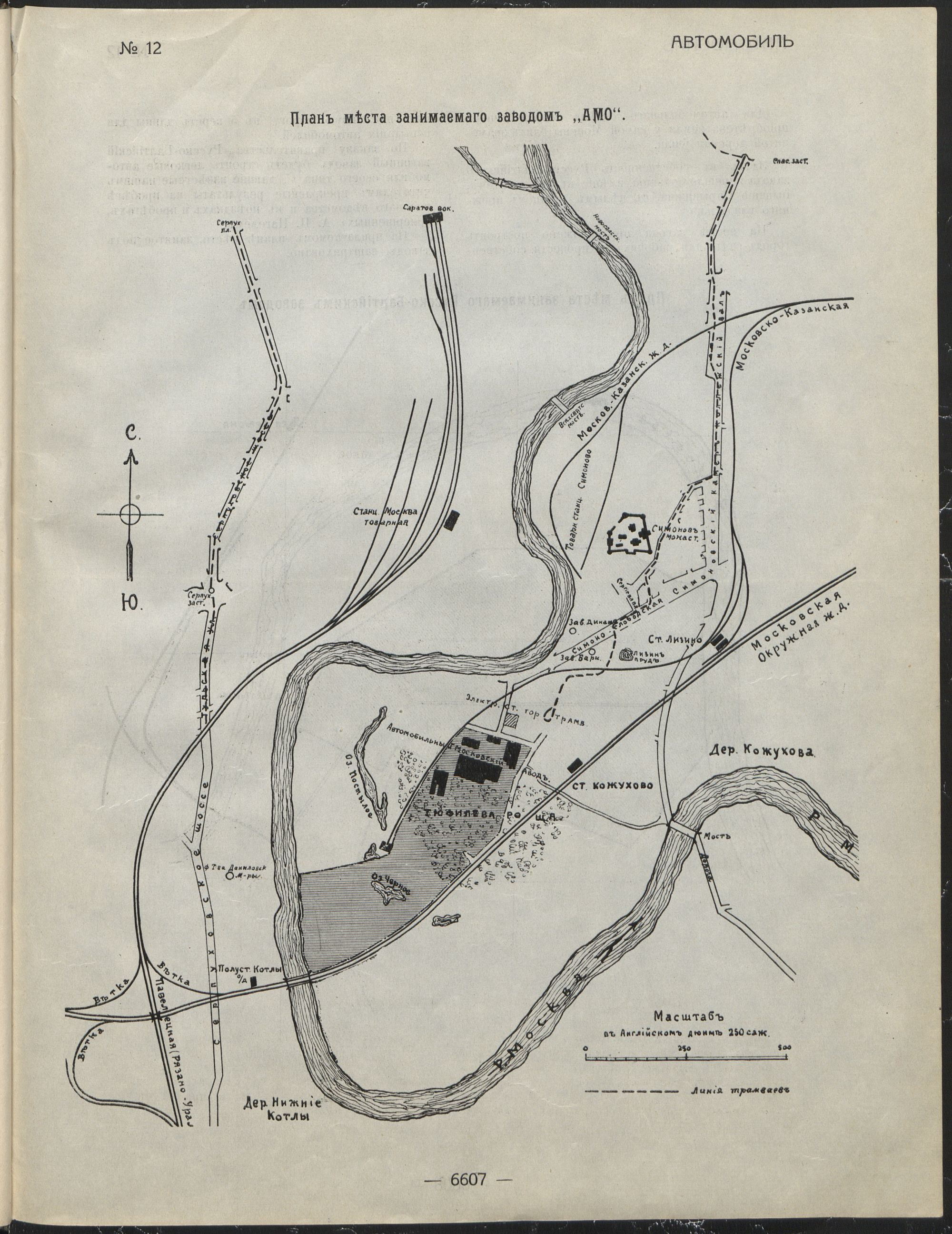
План завода в 1916 году

Первый автомобильный завод основан 27 февраля 1916 года на юге Москвы в Тюфелевой роще в рамках правительственной программы создания в России автомобильной промышленности. В рамках этой программы предполагалось построить в России шесть новых автомобильных заводов. За постройку одного из них брался торговый дом «Кузнецов, Рябушинские». Договор на постройку завода предусматривал следующие условия:

27 февраля 1916 года Главное Военно-техническое управление (ГВТУ) и «Торговый дом Кузнецов, Рябушинские и К˚» заключили договор на поставку 1500 машин. Полный заказ составляет общую сумму в 27 000 000 рублей. Завод поставщика должен быть пущен не позднее 7 октября 1916 года. К 7 марта 1917 года должно быть изготовлено не менее 10 процентов всей поставки (то есть 150 автомашин).
В счёт причитающихся по настоящему договору денег поставщику предоставляется право получения аванса в размере 32,5 % контрактной суммы. Ссуда выдаётся при подписании договора в размере 10 процентов стоимости заказа (в размере 2 миллионов 700 тысяч рублей).

В соответствии с договором планировалось развернуть на заводе производство лицензионного 1,5-тонного грузовика FIAT 15 Ter образца 1915 года. Договор, заключённый братьями Рябушинскими с фирмой Fiat, предусматривал довольно жёсткие условия. За каждый автомобиль «АМО» необходимо было выплачивать итальянской фирме 1000 франков при выпуске 1500 штук в год. За каждый автомобиль, выпущенный сверх этого количества — 500 франков. Кроме этого, FIAT’у выплачивалось 1 100 000 франков при пуске завода и по 200 000 — в последующие годы. Также Рябушинские обязались не экспортировать свою продукцию за рубеж.
Устав «Товарищества на паях автомобильного Московского общества» был утверждён 18 мая 1916 года, а 2 августа (20 июля по старому стилю) того же 1916 года в Тюфелевой роще состоялись торжественный молебен и закладка автомобильного завода. Первым директором был назначен Дмитрий Дмитриевич Бондарев. Постройка завода велась под руководством выдающихся специалистов А. В. Кузнецова и А. Ф. Лолейта. Фасады некоторых корпусов разработал архитектор К. С. Мельников.
Из-за революций 1917 года, инфляции, высоких процентных ставок по кредитам и, наконец, из-за коллапса транспортной системы страны, строительство ни одного из перечисленных заводов завершено не было. На конец 1917 года готовность завода составляла, по разным оценкам, от 2/3 до 3/4. На заводе имелось около 500 новейших американских станков.
Понимая, что к указанному в договоре сроку (15 марта 1917 года) изготовить первые 150 машин не удастся, руководство завода приняло решение закупить в Италии комплекты деталей и начать «отвёрточную» сборку. В декабре 1916 года первые комплекты были отправлены из Италии в Москву. Всего завод успел собрать 1319 грузовиков FIAT 15 Ter, из которых 432 единицы — в 1917 году, 779 единиц — в 1918 году и 108 единиц — в 1919 году. Когда комплекты деталей закончились, недостроенный завод превратился в крупные ремонтные мастерские.

### 1919 год. Авторемонтный завод
15 августа 1918 года ВСНХ на основании декрета Совета Народных комиссаров от 28 июня 1918 года объявил всё имущество завода АМО собственностью республики. Предлогом для национализации послужил срыв Рябушинскими условий контракта с Военным ведомством. Завод, хотя и медленно, но достраивался. Помимо сборки грузовиков FIAT 15 Ter из оставшихся комплектов, выполнялись заказы на запчасти для железнодорожных вагонов, изготавливались вулканизаторы и керосиновые лампы. Затем в октябре 1918 года завод занялся капитальным ремонтом поступавших с фронта грузовиков.
17 февраля 1919 года АМО, в числе других недостроенных заводов, вошёл в состав образованного постановлением ВСНХ Автотреста, а в марте 1921 года — в состав ЦУГАЗа.
В 1919—1923 годы завод занимался ремонтом грузовиков иностранных марок и налаживал производство моторов. Наиболее массовой восстанавливаемой (фактически заново) моделью в этот период был американский 3-тонный грузовик White TAD, который АМО капитально отремонтировал в количестве 131 единицы. При этом машины получали новый двигатель, сцепление и КПП. К концу 1922 года АМО изготавливал уже до 75 % комплектующих автомобилей White. Модернизированный таким образом грузовик получил название Уайт-АМО. Его даже хотели запускать в производство, но предпочтение было всё же отдано более лёгкому FIAT 15 Ter, на который имелась конструкторская документация. А документация по Уайт-АМО (вместе с приспособлениями для ремонта) была передана для освоения на Первый государственный авторемонтный завод (бывший Завод Лебедева), где на её основе был создан грузовик Я-3, который выпускался с 1925 по 1928 год и стал родоначальником всех довоенных ЯГов.
Всего предприятие за эти годы капитально отремонтировало 230 автомобилей, произвело средний ремонт 18 и текущий ремонт 67 автомобилей, а также отремонтировало 137 мотоциклов. С 1920 года АМО участвовало в советской танковой программе, в частности с февраля по июль было изготовлено 24 танковых двигателя для танка «Русский Рено».
30 апреля 1923 года заводу АМО было присвоено имя итальянского профсоюзного деятеля Пьетро Ферреро (1892—1922), убитого фашистами.

### 1924 год. Первые советские грузовики
После окончания гражданской войны страна получила возможность бросить больше сил и средств на создание новой техники. На 1922/23 год Совет Труда и Обороны (СТО) ассигновал средства на опытное автостроение на заводе АМО. В качестве исходной модели послужил всё тот же FIAT 15 Ter, который хорошо себя зарекомендовал в условиях фронтовой службы. В июне 1923 года Госплан СССР утвердил производственное задание заводу на 1923—1927 годы. Однако только в марте 1924 года на завод поступило конкретное правительственное задание на изготовление первых советских грузовиков.
Первый полуторатонный грузовик АМО-Ф-15 был собран в ночь на 1 ноября 1924 года. 7 ноября колонна из уже десяти автомобилей прошла в параде по Красной площади, а 25 ноября, в полдень, три машины из первой десятки (№ 1, № 8 и № 10) отправились с Красной площади в первый для советских машин испытательный пробег по маршруту: Москва — Тверь — Вышний Волочёк — Новгород — Ленинград — Луга — Витебск — Смоленск — Рославль — Москва. Успех автопробега подтвердил достаточный уровень качества продукции АМО и с марта 1925 года началось серийное производство автомобилей АМО-Ф-15 — в 1925 году изготовили 113 машин, а в следующем, 1926 году — уже 342 экземпляра.
В 1925 году завод АМО переименован в 1-й Государственный автомобильный завод. В 1927 году директором был назначен И. А. Лихачёв. Производство постепенно возрастало и к 1931 году был сделан 6971 экземпляр АМО-Ф-15, из которых 2590 единиц было произведено в 1929/30 хозяйственном году. Совершенствовалась и конструкция АМО-Ф-15, который пережил за свой относительно недолгий производственный цикл на АМО две модернизации.
Однако стоимость машины, содержавшей большое количество деталей из цветных металлов и изготавливавшейся кустарными методами, была непомерно велика: в 1927/28 годах себестоимость АМО-Ф-15 составляла 8500 рублей, в то время как автомобиль Ford в агрегатах с доставкой в страну стоил 800—900 рублей. Да и масштабы стапельного производства были совершенно неудовлетворительными для страны, разворачивавшей индустриализацию. В 1928 году назрела неотложная необходимость полной реконструкции завода и перехода на совершенно новую модель грузового автомобиля.

### 1930 год. Большая модернизация
В 1930 году для выпуска на АМО была закуплена лицензия на американский грузовик «Autocar-5S». Собранный из американских комплектов грузовик назывался АМО-2. После локализации в 1931 году и запуска конвейера (первого в СССР) он был переименован в АМО-3, а мощность его мотора была увеличена по сравнению с ранним образцом с 54 до 72 л. с. После модернизации в 1933 году грузовик был переименован в ЗИС-5. В 1934 году, после завершения коренной реконструкции предприятия (до 100 000 автомобилей в год) этот легендарный в будущем грузовик пошёл в массовую серию. Суточный объём выпуска ЗИС-5 превысил 60 автомобилей. На базе ЗИС-5 были созданы 25 моделей и модификаций, из которых 19 пошли в серию.
В 1936 году начался выпуск легкового автомобиля высшего класса ЗИС-101.

### 1941—1945 годы. Работа в эвакуации
В первые месяцы Великой Отечественной войны было принято решение эвакуировать предприятие. Производственные мощности завода были эвакуированы в Ульяновск (где на территории чугунного завода «Металлист» было организовано новое производство), Челябинск, Миасс и Шадринск. В последующем оно дало начало новым заводам УАЗ, УМЗ, МРЗ, УралАЗ, Шадринский автоагрегатный завод и другим.

### 1945—1991 годы. Послевоенные годы и до распада СССР
В 1950 году завод наладил выпуск холодильников.
В 1953 году был построен и полностью оснащён Автомобильный завод № 1, позже ставший Первой автомобилестроительной компанией (First Automotive Works — FAW), остающейся и сегодня лидером быстрорастущей автомобильной индустрии Китая. Первые молодые специалисты FAW проходили обучение и стажировку в СССР на заводе ЗИС. В их числе был и будущий руководитель КНР (1993—2003) и генеральный секретарь ЦК КПК (1989—2002) Цзян Цзэминь.
В 1954 году на заводе было создано Специальное конструкторское бюро, которое возглавил Виталий Андреевич Грачёв. Под его руководством за последующие десятилетия в этом СКБ были созданы десятки экспериментальных конструкций автомобилей, вездеходов и бронетехники. «Грачёвская школа» конструирования автомобилей повышенной проходимости основывалась на использовании спаренных двигателей с отдельными коробками передач и системами отбора мощности, расположенными по бортам. Семейство автомобилей ЗИЛ-135 нашло широкое применение в армии в качестве шасси для различных систем вооружения, а «комплекс 490», более известный как поисково-спасательный комплекс «Синяя птица» (грузовой ЗИЛ-4906, шнекороторный ЗИЛ-2906 и пассажирский ЗИЛ-49061), был создан для эвакуации приземлившихся космонавтов по личной просьбе С. П. Королёва и используется по сей день.
С 1947 по 1957 год завод ЗИЛ выпустил более 770 тысяч автомобилей ЗИС-150 (его разработка начиналась ещё до войны) и его модификаций, при этом разработка новой модели откладывалась из-за государственных планов, предусматривавших превалирование выпуска количества грузовиков для народного хозяйства над качеством выпускаемой продукции. После многократных внесений и изменений в конструкцию ЗИС-150 и его морального устаревания встал вопрос о том, что его потенциал для модернизации полностью исчерпан и нужно начать выпуск новых грузовиков. С 1957 года завод перешёл на выпуск ЗИЛ-164 (глубокая модернизация ЗИС-150).

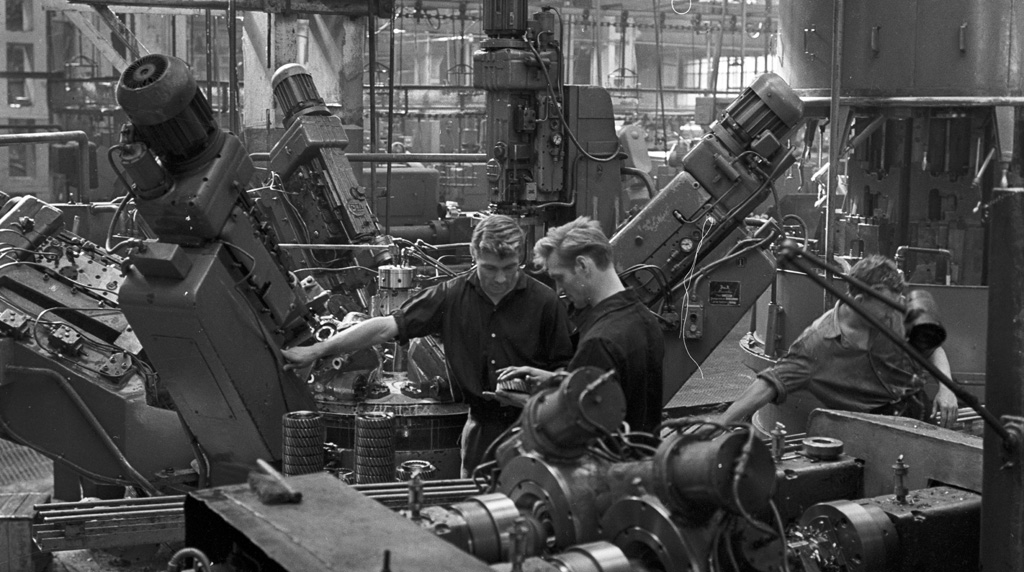
Наладка станка на ЗИЛе, 1963

В 1963 году начался выпуск полностью нового грузовика — ЗИЛ-130. Зил получил новый двигатель мощностью 150 л. с. (доработанный от правительственных ЗИЛов), гидроусилитель руля, синхронизированную 5-ступенчатую коробку передач, трёхместную кабину с омывателем панорамного ветрового стекла. Особенностью стал дизайн грузовика, разработанный дизайнерами ЗИЛ, который только начал появляться на американском рынке. Для выпуска новой линейки на базе ЗИЛ-130 завод обновил многое оборудование.
В 1964 году полным ходом осуществлялся выпуск линейки автомобилей ЗИЛ-130, при этом сам конвейер работал не на полную мощность. На заводе стали рассматривать дополнительные варианты его загрузки бескапотными грузовиками, входившими в моду в Европе и рассматривавшимися как перспективные за счёт увеличения грузовой платформы на той же базе, обзорности и управляемости. На заводе нашлись люди, которые работали над первым советским бескапотным грузовиком КАЗ-605, который в серию так и не пошёл. Они же начали конструкторские работы по выпуску экспериментальных бескапотных грузовиков ЗИЛ. Помимо начала конструирования бескапотного грузовика ЗИЛ-170, началось параллельно проектирование дизельного грузовика проекта ЗИЛ-169 и разработка ЗИЛ-133.
Однако ЗИЛ принял решение, что бескапотные грузовики ЗИЛ-170 более перспективны и в сравнении с проектом ЗИЛ-169 требуют меньших затрат, так как двигатель ЗИЛ-170 разрабатывал завод ЯМЗ, а дизель пришлось бы разрабатывать самому ЗИЛу. Поэтому завод сосредоточил все силы на разработке ЗИЛ-170 не в ущерб основному производству, а проекты ЗИЛ-133 и ЗИЛ-169 были заморожены.
Завод ЗИЛ разработал конструкцию грузовиков ЗИЛ-170 и провёл их испытания, но Совет министров СССР в 1968 году для развития кооперации между республиками СССР постановил построить новый завод в Набережных Челнах Татарской АССР для увеличения выпуска новых бескапотных грузовиков.
В 1976 году на завод КамАЗ была передана техническая документация и в 1976 году начался выпуск КамАЗ-5320. Однако до 1980 года ЗИЛ продолжал разработку девяти моделей КамАЗ-5320, устранение замечаний и недоработок, а также обучение коллективов КамАЗа.
К 1976 году завод попал в ловушку — ЗИЛ-130 серьёзно морально устарел. Новую модель ЗИЛ-170, на которую были брошены все силы, в итоге передали на недавно построенный КамАЗ. В результате ЗИЛ остался со старой моделью ЗИЛ-130 и двумя замороженными проектами ЗИЛ-133 и ЗИЛ-169, разработка которых остановилась на начальных этапах. Требовалась новая модель. Чтобы как-то расширить и обновить ряд, была доведена модель ЗИЛ-133.
После выпуска ЗИЛ-133 завод вернулся к разработке ЗИЛ-169. Завод осваивал впервые для себя новый дизельный двигатель собственной разработки. При испытаниях грузовика переделывалась трансмиссия, находились серьёзные недочёты, в результате чего ЗИЛ-169 дошёл до конвейера только к 1985 году, получив индекс «4331». Подготовка к выпуску и отладка технологических процессов заняла несколько лет, в результате чего завод смог приступить к полноценному выпуску ЗИЛ-4331 к моменту распада СССР.

### 1990-е—2022
В 2004 году компания АМО ЗИЛ приняла участие в создании в Елгаве (Латвия) завода AMO Plant. Завод и сейчас является одним из акционеров предприятия.
В 2006 году АМО ЗИЛ и японская компания IHI создают совместное предприятие «Альфа Автомотив Текнолоджиз» на базе штамповочного цеха ЗИЛа. Именно японское участие в дальнейшем и спасло линию холодной листовой штамповки от полного уничтожения. После закрытия ЗИЛа компания, перешедшая под контроль IHI (83,11 % акций), смогла наладить производство кузовных деталей для Renault, Peugeot, Citroen на оборудовании IHI, закупленном в 1980-х годах для цеха холодной листовой штамповки ЗИЛа. На 2020-й данный корпус являлся единственным полноценно работающим участком ЗИЛа на основной территории. Здание цеха холодной листовой штамповки планируется снести в начале 2021 года, поэтому завод «Альфа Автомотив Текнолоджиз» переезжает в Бирюлёво.
В 2008 году АМО ЗИЛ планировало организовать СП с китайской компанией «Sinotruk» по производству тяжёлых дизельных грузовиков марки HOWO А5 и HOWO А7. Из-за кризиса проект реализован не был.
В 2009 году было достигнуто соглашение с Белоруссией по сборке на мощностях ЗИЛа грузовиков МАЗ и тракторов Беларус в объёме до 500 единиц в год для нужд городского хозяйства Москвы. В ходе оптимизации производства территория предприятия должна быть сокращена до 62 га (в 1916-м — 63 га).
За 2009 год АМО ЗИЛ (вместе с филиалами) отгрузил потребителям 2253 грузовых автомобиля (49,6 % к 2008 году) и 4 автобуса (44,4 % к 2008 году). В 2009 году выручка компании составила 2,702 млрд руб. (74,8 % к 2008 году).
За 2010 год компания произвела 1258 грузовых автомобилей и 5 автобусов (по данным ОАО «АСМ-Холдинг» собственный выпуск АМО ЗИЛ составил 1106 грузовых автомобилей и 5 автобусов, а также 125 единиц автосамосвалов производства ЗАО СААЗ). Также в 2010 году ЗИЛ закончил изготовление нескольких экземпляров кабриолета ЗИЛ-410441, предназначенных для участия в парадных церемониях.
В 2010 году АМО ЗИЛ возобновило попытки наладить партнёрские отношения с компанией из КНР. Во время торжественной передачи двух гибридных автобусов «Foton Lovol» в дар городу Москве АМО ЗИЛ и компания «Foton Lovol» подписали меморандум о взаимопонимании и выразили желание организовать в будущем совместное предприятие по производству грузовых автомобилей.
4 апреля 2011 года новым генеральным директором АМО ЗИЛ избран Игорь Захаров.
Летом 2011 года руководство индийского концерна «Tata Motors» и китайской компании «Sinotruk» выходило на представителей департамента внешнеэкономической деятельности правительства Москвы с предложением о возможной безвозмездной передаче концерну от 50 % акций АМО ЗИЛ, объяснив это тем, что для вложений инвестиций в нынешнем виде АМО ЗИЛ требует серьёзной реконструкции и модернизации. Но предложение со стороны правительства Москвы не встретило особого интереса.
В сентябре 2011 года, после долгого простоя, конвейер ЗИЛа вновь был запущен.
В октябре 2011 года С. Собянин заявил, что у завода есть будущее. «Нам надо, во-первых, выйти на безубыточную работу. Если бы объёмы нарастить до 7 тыс., завод практически выйдет на безубыточную работу» — сказал С. Собянин.
В 2011 году между ОАО «Завод им. И. А. Лихачёва» (АМО ЗИЛ) и ЗАО «Управляющая компания „Развитие“» был подписан договор на управление частью недвижимости и выполнение научно-исследовательских работ по девелопменту территории предприятия.
15 февраля 2012 года заместитель мэра Москвы по вопросам экономической политики Андрей Шаронов заявил, что власти Москвы ведут переговоры с Fiat о сборке автомобилей этой марки на ЗИЛе. По его словам, интерес к заводу также проявляли южнокорейские автопроизводители.
В 2013 году производство на заводе было остановлено.
В 2014 году производство капотных грузовиков ЗИЛ-432932 (с 18 декабря 2014 года назывался ЗИЛ-43276Т) с новым стеклопластиковым интегральным оперением кабины и рядом усовершенствований (новые сиденья с подголовниками и встроенными ремнями безопасности, электростеклоподъёмники, дверные замки с возможностью дистанционного управления, место для установки тахографа, рессоры Чусовского металлургического завода) наладило ООО «ЗИЛ», созданное на территории автосборочного производства на временном участке, для которого сохранено необходимое оборудование. Сборка велась вне конвейера, на стапелях, с использованием покупных агрегатов. Первая партия была отправлена на экспорт в Казахстан. Фирма не имеет отношения к самому заводу, только арендует помещения.
В 2015 году началась сборка грузовиков и специальной техники на основе модели ЗИЛ-43276Т; за год было выпущено 17 машин. В первой половине 2016 года выпущено 6 автомобилей, после чего производство остановлено.
После остановки АМО ЗИЛ продолжал свою деятельность МСЦ 6 (цех по сборке представительских лимузинов). В 2015 году он стал независимым ООО «МСЦ6 АМОЗИЛ», которое на арендованных площадях цеха продолжало осуществлять ремонт и реставрацию легковых автомобилей, а также осуществлять сборку новых лимузинов из имеющихся запасов деталей. Фирма принимала участие в Московском международном автосалоне 2016 года. По состоянию на 100-летие завода (2 августа 2016 года) МСЦ 6 АМОЗИЛ оставался последним живым осколоком ЗИЛа по полноценному производству автомобилей в сборе. В 2019 году ООО «МСЦ6 АМОЗИЛ» было официально ликвидировано.
На территории предприятия продолжает действовать ПО «Спецтехника пожаротушения», образованное в 2008 году. Компания занимается сборкой пожарных автомобилей. До закрытия ЗИЛа изготавливали пожарные автомобили на шасси ЗИЛ. Ныне основная масса автоцистерн — на базе шасси КамАЗ. Планируемая дата сноса этого корпуса — 2022 год.

## Деятельность

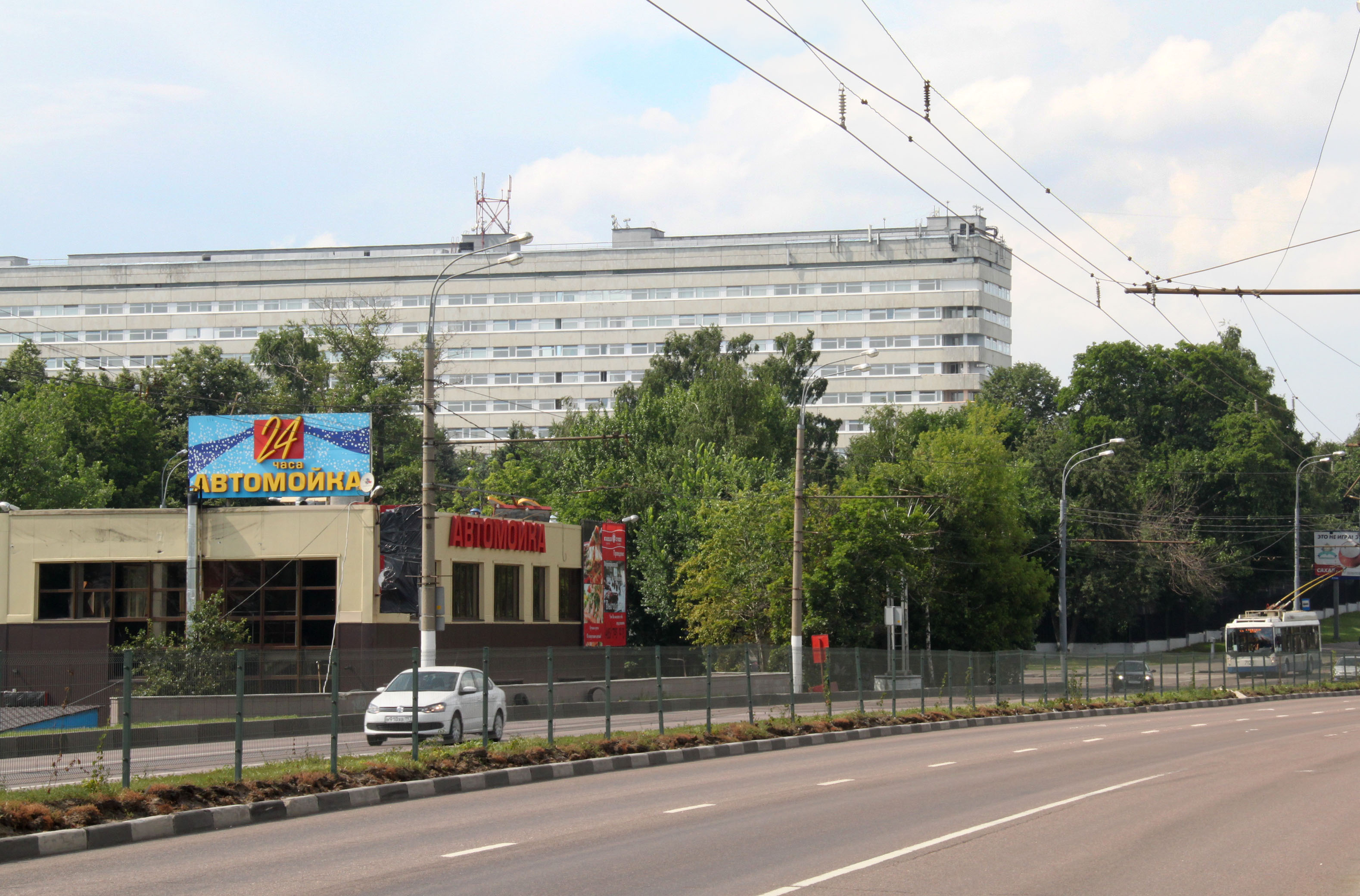
Бывшая ведомственная больница ЗИЛа в Москве (ныне городская клиническая больница № 12)

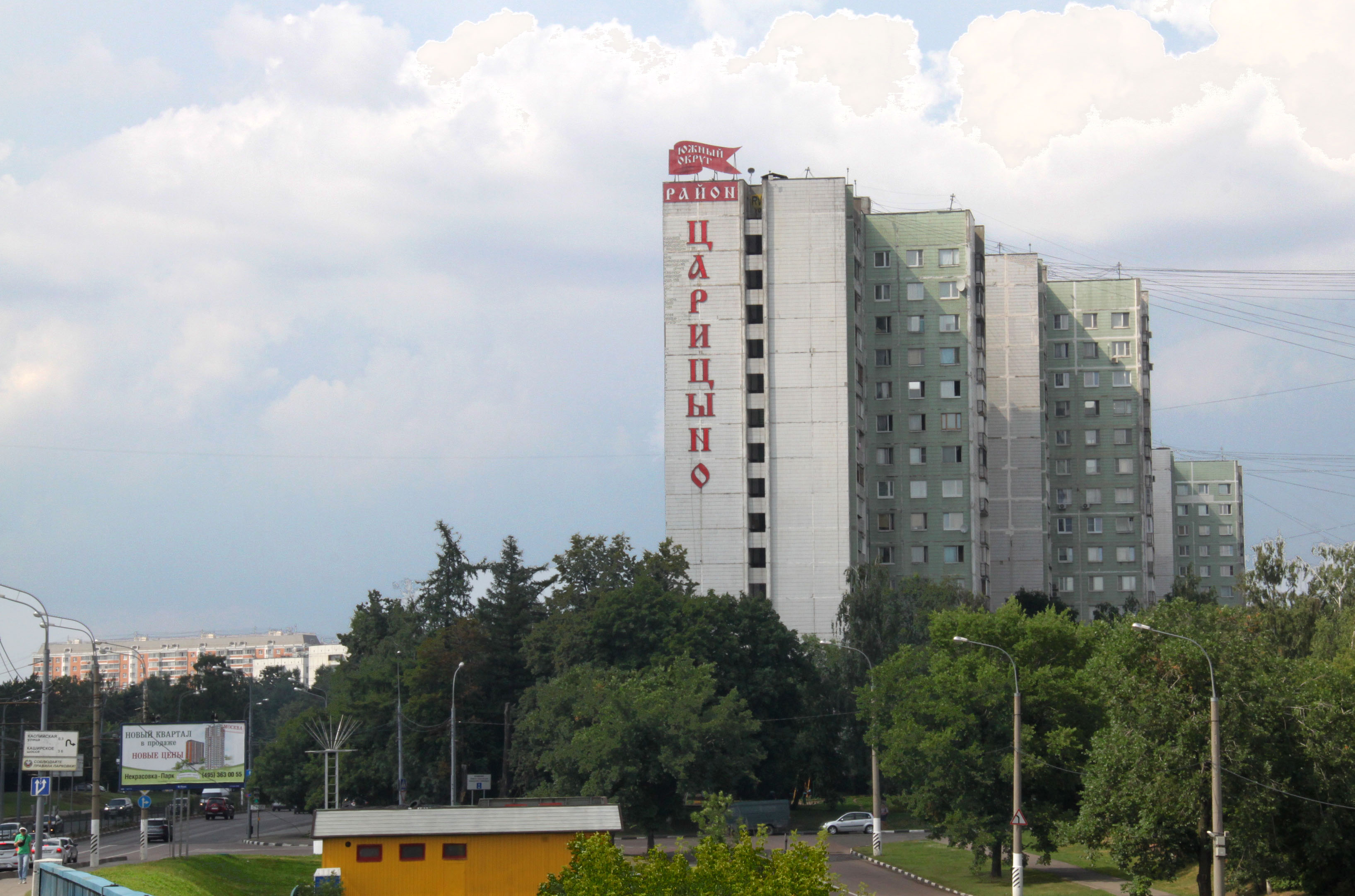
Ведомственные дома для рабочих ЗИЛа на Бакинской улице

АМО ЗИЛ в постсоветский период (после 1991 года) специализировался на производстве грузовых автомобилей полной массой от 6,95 т до 14,5 т, автобусов малого класса длиной 6,6—7,9 м (сначала мелкосерийно, затем под заказ) и легковых автомобилей представительского класса (производство под заказ). Если в 1975—1989 годах завод ежегодно собирал по 195–210 тысяч грузовиков. В 1990-х годах объём производства катастрофически упал до 7,2 тысяч грузовиков (1996), после 2000 года возрос до 22 тысяч, затем снова стал снижаться. В 2009 году было произведено 2257 автомобилей, в 2010 году — 1258.
С 1924 по 2009 завод произвёл 7 млн 870 тысяч 89 грузовых автомобилей, 39 тысяч 536 автобусов (в 1927—1961 гг., 1963—1994 гг. и в 1997–2012 гг.) и 12 тысяч 148 легковых автомобилей (в 1936—2000 гг.; из них 72 % — ЗИС-101 и 17% — ЗИС-110). Кроме того, в 1951—2000 годах было изготовлено 5,5 млн бытовых холодильников и в 1951—1959 годах — 3,24 млн велосипедов. На экспорт в 51 страну мира поставлено свыше 630 тыс. автомобилей.
ЗИЛ неоднократно был пионером применения в российском автомобилестроении многих конструктивных новинок. Среди них: гидравлический привод тормозов (1931), 12-вольтовая система оборудования (1934), восьмицилиндровый двигатель (1936), радиоприёмник (1936), гипоидная главная передача и стеклоподъёмники с сервоприводом (1946), четырёхкамерный карбюратор (1959), кондиционер (1959), четырёхфарная система освещения (1962), дисковые тормоза (1967).
По состоянию на 2011 год предприятие находилось в глубоком кризисе, значительная часть производственных площадей была разрушена. Новые топ-менеджеры АМО ЗИЛ искали зарубежного партнёра для организации контрактного производства автомобилей или для сдачи в аренду производственного комплекса. Руководство проводило встречи и переговоры с представителями китайской компании «Sinotruk», итальянской компании «Fiat», нидерландской «DAF Trucks» с предложением организации производства их автомобилей на АМО ЗИЛ в России, но не встретило заинтересованности.
По данным ОАО «АСМ-Холдинг», за 2011 год компания АМО ЗИЛ произвела 1199 грузовых автомобилей и ни одного автобуса. Также в 2011 году ЗИЛ изготовил 1 экземпляр кабриолета ЗИЛ-410441. В конце 2011 года производство семейства «Бычок» было перенесено в Саратовскую область на ЗАО «Петровский завод автозапчастей АМО ЗИЛ». На предприятии ЗАО «ПЗА АМО ЗИЛ» 26 декабря состоялся торжественный запуск сборочной линии по сборке автомобилей ЗИЛ-5301 «Бычок». До конца 2011 года ЗАО «ПЗА АМО ЗИЛ» изготовило первые 3 автомобиля «Бычок», а в дальнейшем намеревался делать и его полноприводное подсемейство ЗИЛ-4327.
В 2011 году АМО ЗИЛ на длительный период (с начала года и до августа) останавливал автопроизводство. В августе 2011 года автопроизводство было запущено вновь, что дало рост объёмов реализации в 2012 году. Но в соответствии с принятым планом к концу 2012 года объёмы производства автомобилей и запасных частей были снижены. Основными источниками дохода стали производство и продажа энергоносителей (теплоэнергия и электроэнергия) с принадлежавшей заводу ТЭС, а также аренда.
Выручка от реализации за 2013 год составила 1 млрд 605 млн рублей, что на 32 % меньше показателей 2012 года. Падение выручки от реализации обусловлено снижением объёмов производства автомобилей и автокомпонентов в связи с освобождением площадей для осуществления проектов с ООО «МосАвтоЗИЛ».
Себестоимость продаж в сравнении с аналогичным показателем 2012 года уменьшилась на 37 % и составила 2 млрд 358 млн рублей. Собственный капитал АМО ЗИЛ оставался отрицательной величиной, а наличие убытка, полученного от производственно-хозяйственной деятельности в 2013 году, уменьшило его на 1 294 077 рублей.
Общая задолженность по обязательствам предприятия за 2013 год увеличилась на 4 548 672 рубля. В связи со сложным финансовым положением на предприятии и невозможностью исполнить свои обязательства перед Департаментом науки промышленной политики и предпринимательства г. Москвы было принято решение предоставить АМО ЗИЛ отсрочку погашения задолженности, зафиксированной по состоянию на 11 декабря 2013 года на общую сумму 5 625 735 рублей, согласно Распоряжению Правительства Москвы от 25.12.2013 г. № 761-РП «О реструктуризации обязательств открытого акционерного московского общества „Завод имени И. А. Лихачёва“». В соответствии с учётной политикой предприятия начисление процентов происходит ежемесячно.
В 2014 году кредитная политика АМО ЗИЛ была направлена на выполнение принятых на себя обязательств и погашение реструктуризированной задолженности в соответствии с Распоряжением Правительства Москвы № 761-РП от 25.12.2013 г.
Производство грузовых автомобилей, а также запасных частей в АМО ЗИЛ последовательно снижалось: 1199 ед. в 2011 году, 985 ед. в 2012 году, 95 ед. в 2013 году. Это было связано с освобождением площадей для осуществления проектов с ООО «МосАвтоЗИЛ».
На 1 января 2014 года списочная численность работников предприятия составила 2305 человек. 
Правительство Москвы приняло решение отказаться от производства грузовиков и о ликвидации компании.
Последние грузовые автомобили марки «ЗИЛ» (6 ед.) были произведены в 2016 году – в год 100-летия создания предприятия АМО.

## Закрытие завода и будущее территории

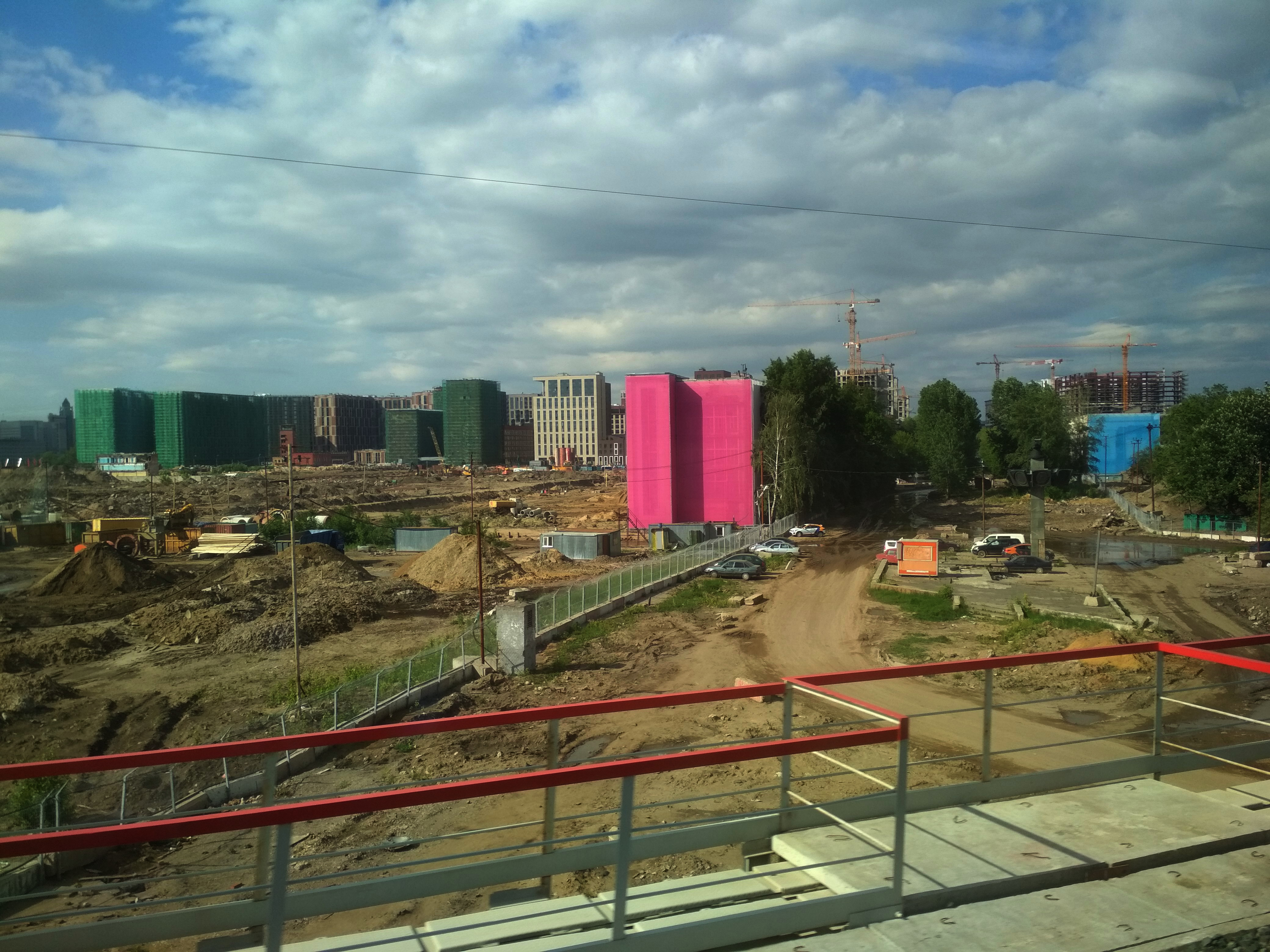
Территория бывшего завода ЗИЛ 22 мая 2018 года со стороны МЦК

Планы закрытия ЗИЛа обсуждались с 2010 года. В 2011 году, по инициативе заммэра Москвы по экономическим вопросам Андрея Шаронова был проведён конкурс на концепцию развития территории и архитектурное решение. В финал вышли нидерландское бюро Mecanoom, французское Valode et Pistre, немецкое Uberbau и российское «Меганом», но продолжения конкурс не получил. В 2012 году ставший главным архитектором Москвы Сергей Кузнецов пригласил «Меганом» и Институт Генплана Москвы для детализации концепции территории, ранее предложенной на конкурс.
В конце 2012 года правительством Москвы было принято решение о сохранении производства на южной площадке завода, площадью 50 га (вся территория завода в 2012 году занимала 300 га), остальные площади будут заняты под технопарк и строительство жилых зданий. К 2020 году планировалось снести три четверти нынешних заводских построек, часть зданий сохранить в декоративных целях и переоборудовать в музей и выставочный центр, а автомобильное производство сохранить на площади 50—80 гектаров (882 000 м²) на территории нынешних прессово-сварочного и окрасочного цехов, автосборочного корпуса и закрытого завода домашних холодильников с переоформлением ЗИЛа в СП «МосАвтоЗИЛ». По другим данным, АМО ЗИЛ хотели оставить территорию в 9,6 га, а на 55 га организовать сборочное производство автомобилей «МосАвтоЗил» (70 тыс. единиц в год).
29 октября 2013 года мэр Москвы Сергей Собянин, открывая заседание городского правительства, на котором был утверждён проект планировки территории завода ЗИЛ, сообщил, что там появится район, где будут жить 30 тысяч человек. Сохранится, по словам Собянина, и автомобильное производство, но в меньших масштабах и «в экологически приемлемом варианте». «Для производства будет использоваться территория, приближённая к ТЭЦ» — отметил мэр. Однако по другим данным, с территории бывшего ЗИЛа вообще планируют убрать автомобильное производство и построить там жилой комплекс. Завод ЗИЛ планируют перевести в другое место в пределах МКАД в специально создаваемый автокластер.
Весной 2014 года петербургская «Группа ЛСР» приобрела права на застройку северной части бывшей территории ЗИЛа за 28 млрд рублей. Застройщик настоял на праве сноса всех построек на участке за исключением фасадов корпусов 1920—1930-х годов, спроектированных в мастерской братьев Весниных.
Большая часть производственных корпусов была снесена в 2015 году, среди утраченных объектов оказался музей истории ЗИЛа с мемориальным кабинетом Лихачёва.
По проекту «Меганома» (к проектированию зданий «Меганом» привлёк Александра Бродского, Сергея Чобана, Олега Харченко, Евгения Герасимова, Сергея Скуратова, бюро «Цимайло, Ляшенко & партнёры», «Мезонпроект», американского архитектора Хани Рашида, Михила Редейко и Виллема Ян Нетелингса из Голландии) по маршруту исторического центрального бульвара протянулся пешеходный бульвар длиной более 1,2 км, окружённый домами высокой в 6—14 этажей с общественными пространствами на первых этажах. На одном кольце бульвара был запроектирован парк площадью 14,5 га, на другом — здание московского филиала Эрмитажа, остальное пространство было разбито на кварталы жилой застройки со внутренними улицами, выходящими на бульвар и набережную шириной 90 м. Жильё позиционировалось как «арт-класс», соседствующий к музеем, театром и концертным залом, с арт-объектами на территории.

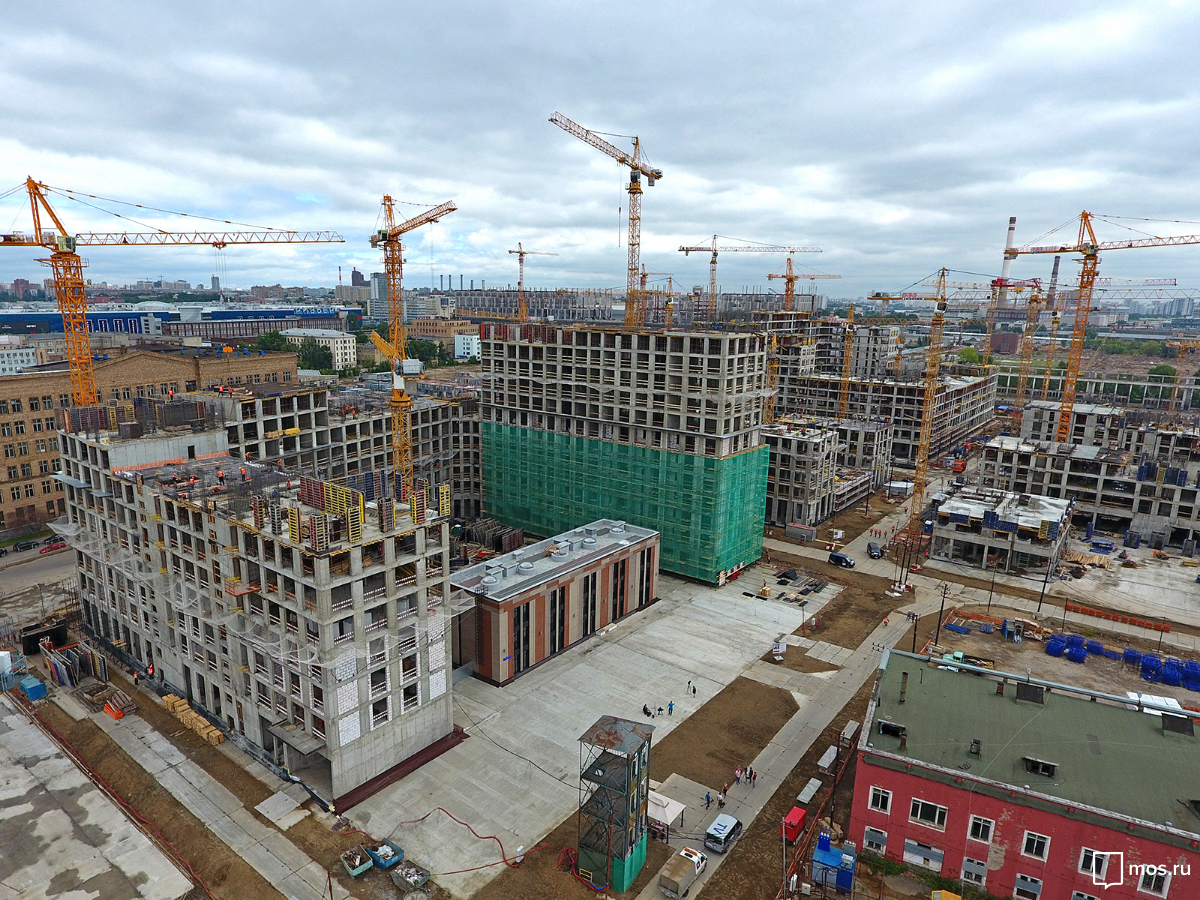
Комплексная застройка территории ЗИЛа (июль 2016 года)

В 2016 году вдоль железнодорожного полотна МЦК были снесены остававшиеся цеха, находившиеся к западу от железной дороги. С восточной стороны ещё оставались производственные цеха, но производство автомобилей на них прекращено, большинство находится в разрушенном состоянии; были уже возведены несколько каркасов зданий нового жилого комплекса на бывшей территории завода. В сентябре 2016 года Завод имени Лихачёва выпустил последний в своей истории грузовой автомобиль. Им оказался грузовик модели ЗИЛ 43276Т. В декабре он был продан трамвайному парку Казани.

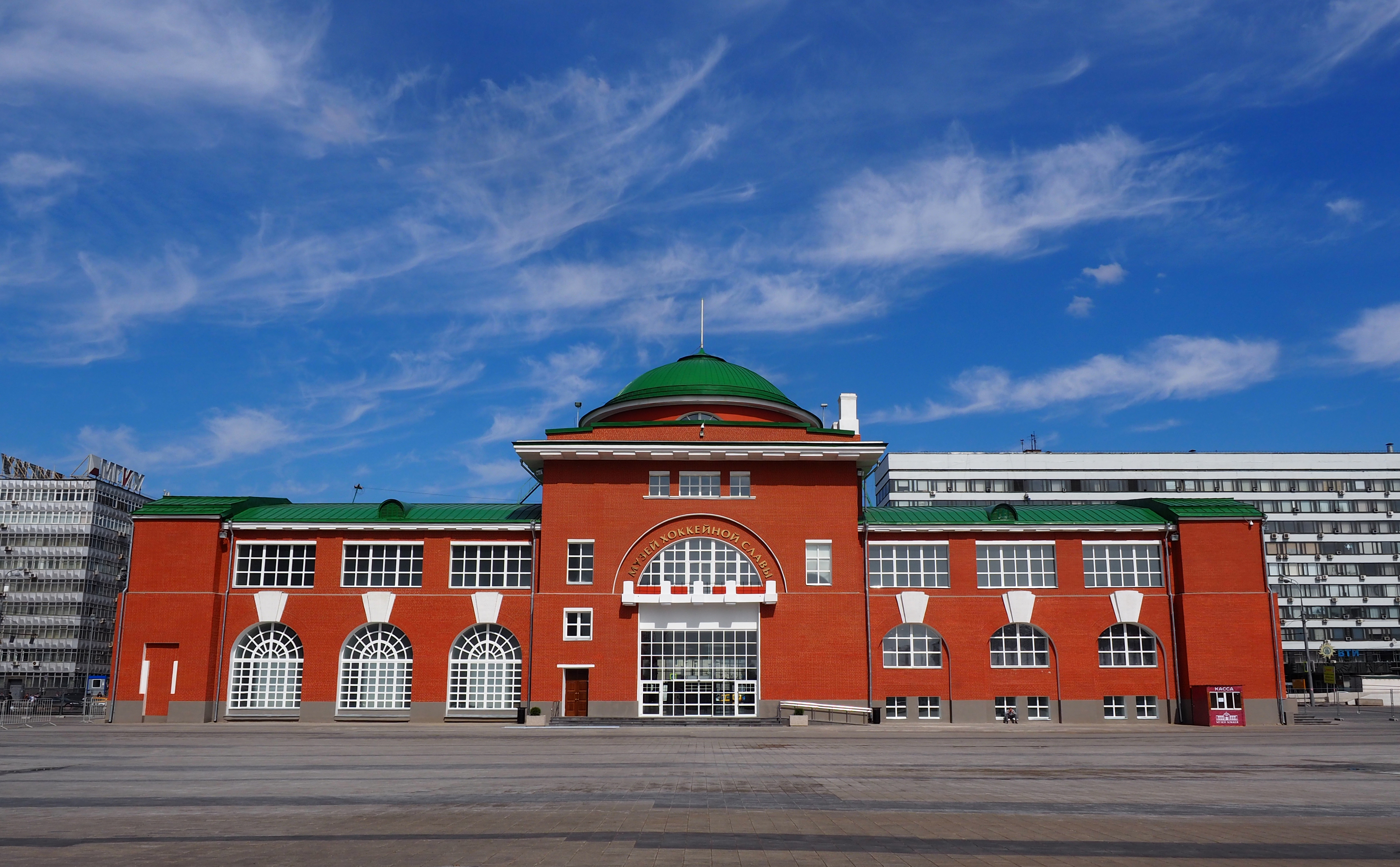
Музей хоккея. Бывшее здание заводоуправления (1916 года постройки)

6 мая 2016 года состоялась церемония открытия Музея хоккея. Музей расположен в здании бывшего управления завода, которое является памятником архитектуры начала XX века. Построено здание в 1916—1920 годах по проекту архитектора Константина Мельникова.
В декабре 2016 года при участии ООО «МСЦ 6 АМО ЗИЛ» в Москве по адресу Сокольнический Вал, 1А, возле входа в парк «Сокольники», была открыта постоянно действующая выставка «Завод ЗИЛ: 100 лет легенде», где представлены лимузины и некоторые другие автомобили, выпущенные «ЗИЛ».

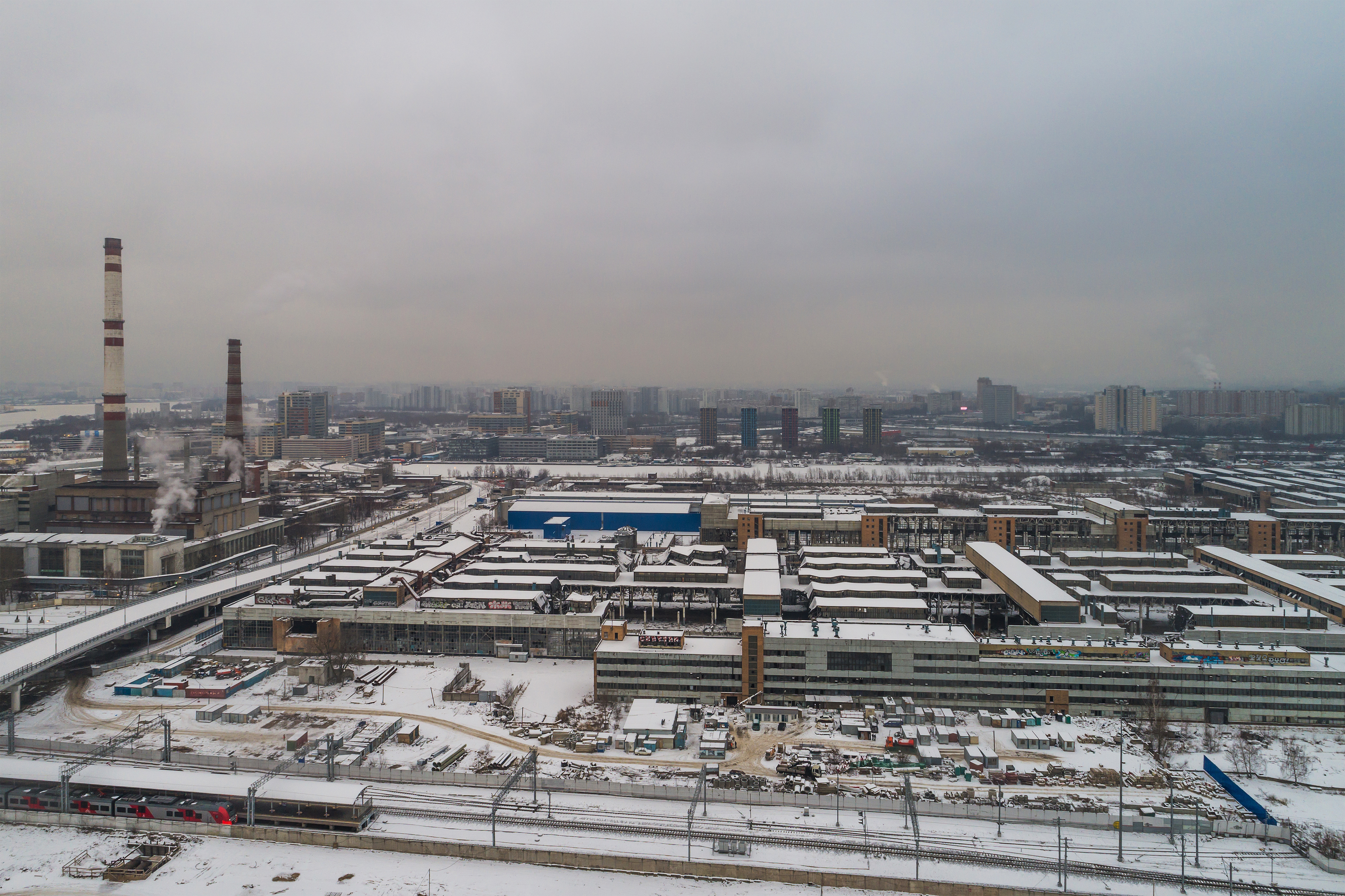
Развалины автосборочного корпуса ЗИЛа (январь 2018 года), слева — ТЭЦ

В сентябре 2019 года промежуточные итоги реорганизации бывшей промзоны «ЗИЛ» подвёл заместитель мэра Москвы по вопросам градостроительной политики Марат Хуснуллин. По его словам, к этому моменту на «ЗИЛе» построили 400 тысяч квадратных метров жилья, ледовый дворец «Парк легенд», музей, автомобильный центр, офисы и ещё целый ряд коммерческих объектов.
В 2020 году корпус МСЦ 6 был снесён, а оставшееся оборудование вывезено в Подмосковье.
В августе 2021 года Мосгосэкспертизой согласован проект строительства на территории реорганизуемой промзоны «ЗИЛ» пятиэтажного филиала Эрмитажа под названием «Музей искусств».
В 2022 году снесён последний цех ЗИЛ — прессово-сварочный корпус.
Осенью 2023 года начался снос здания заводоуправления - лабораторного корпуса (ул. Автозаводская, д. 23 корп. 15). Здание полностью снесено 3 ноября 2023 года.
По состоянию на 2023 год, на территории бывшего завода ведётся строительство квартала Зиларт. 

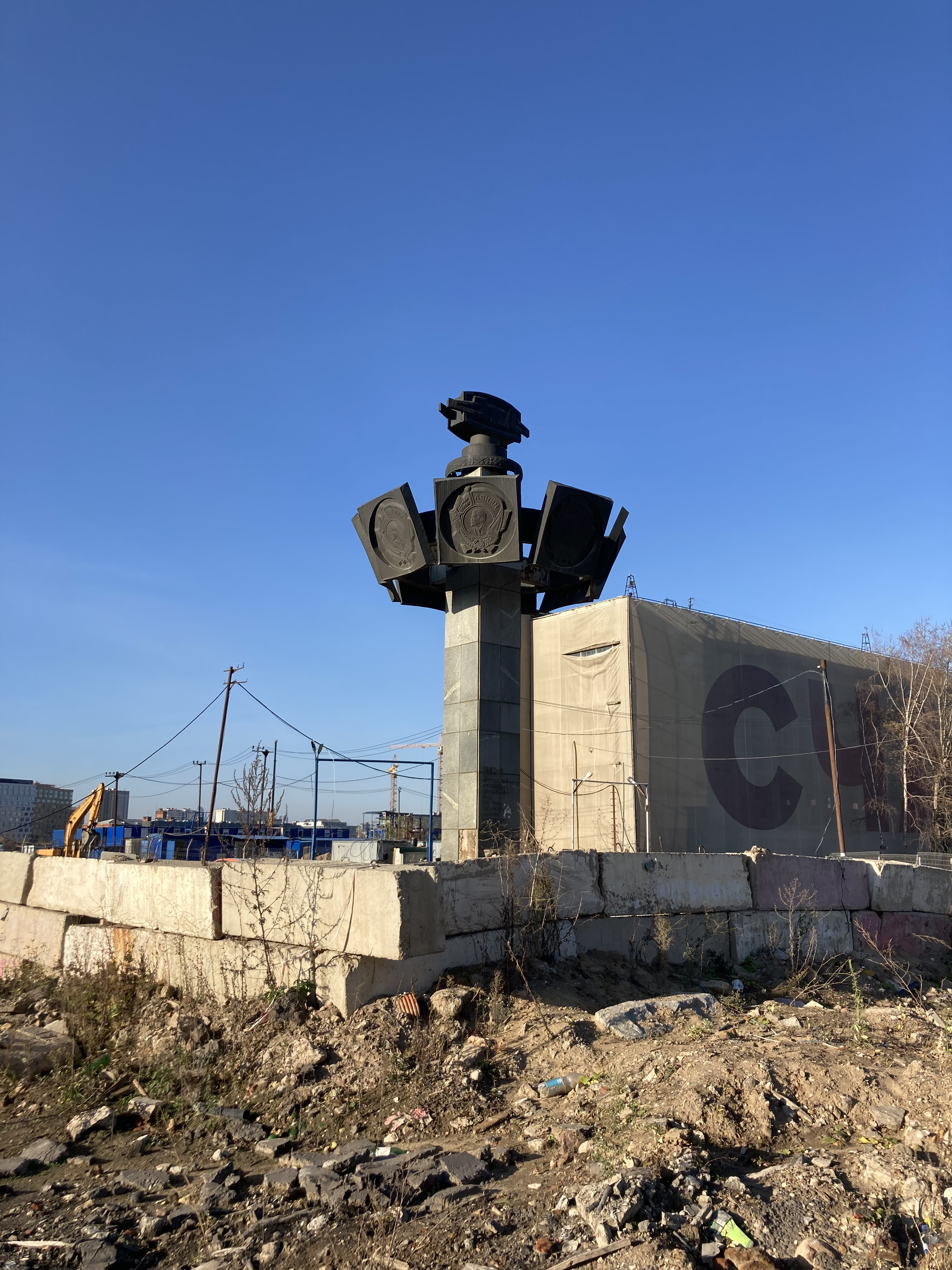
Стела ЗИЛ среди нового строительства

12 мая 2024 года прекращает свою работу музейная экспозиция ЗиЛ, располагавшаяся на Сокольническом Валу с 2017 года, куда была вывезена с территории завода. 
Осенью 2024 года начался снос ТЭЦ-ЗиЛ. По состоянию на 03.11.2024 проводится демонтаж обеих дымовых труб.
Бывшая территория ЗИЛа сейчас находится в активной фазе реорганизации. В декабре 2015 года там была открыта станция метро «Технопарк», реализуется градостроительный проект Nagatino i-Land.

## Собственники и руководство
Директоры завода:
- Бондарев, Дмитрий Дмитриевич — 1916—1917
- Ципулин, Владимир Иванович — 1920—1921
- Адамс, Артур Александрович — 1921—1923
- Королёв, Георгий Никитич — 1923—1925
- Холодилин, Фёдор Иванович — 1925—1926
- Лихачёв, Иван Алексеевич — 1926—1939, 1940—1950
- Волков, Николай Александрович — 1939—1940
- Власов, Константин Васильевич — 1950—1954
- Крылов, Алексей Георгиевич — 1954—1963
- Бородин, Павел Дмитриевич — 1963—1982
- Сайкин, Валерий Тимофеевич — 1982—1986, 1994—1995
- Браков, Евгений Алексеевич — 1986—1992

В 2003 году столичные власти передали ЗИЛ в управление Московской автомобильной компании («МАК»), дочернему предприятию Центра инвестиционных проектов и программ («ЦИПП»). Основанный бизнесменом Григорием Лучанским в конце 1990-х годов, ЦИПП специализируется на управленческом консалтинге, антикризисном управлении и организации проектного финансирования. В начале 2011 года МАК отстранена от управления АМО ЗИЛ по причине низкой эффективности работы. По словам Сергея Собянина, деятельность МАК на предприятии будет подвергнута проверке.
Около 65 % акций ПАО ЗИЛ по состоянию на 2023 год контролирует правительство Москвы.
Раскрытие корпоративной информации ПАО ЗИЛ для владельцев ценных бумаг общества (через аккредитованное агентство Интерфакс-ЦРКИ): https://www.e-disclosure.ru/portal/company.aspx?id=3649
Адрес ПАО ЗИЛ: 115280, г. Москва, ул. Автозаводская, д. 23А, корпус 2, этаж 2 пом. 201

## Награды
- В июне 1942 года ЗИС был награждён первым Орденом Ленина за отличную организацию производства боеприпасов и вооружения.
- В октябре 1944 года завод был награждён Орденом Трудового Красного Знамени.
- В ноябре 1949 года завод награждён вторым Орденом Ленина за заслуги в развитии советского автостроения и в связи с 25-летием советского автомобиля, сошедшего с конвейера в 1924 году.
- В 1971 году завод награждён третьим Орденом Ленина за успешное выполнение восьмого пятилетнего плана.
- В 1975 году завод награждён Орденом Октябрьской революции за успешное завершение работ по созданию мощностей на выпуск 200 тысяч автомобилей в год.

### Легковые автомобили

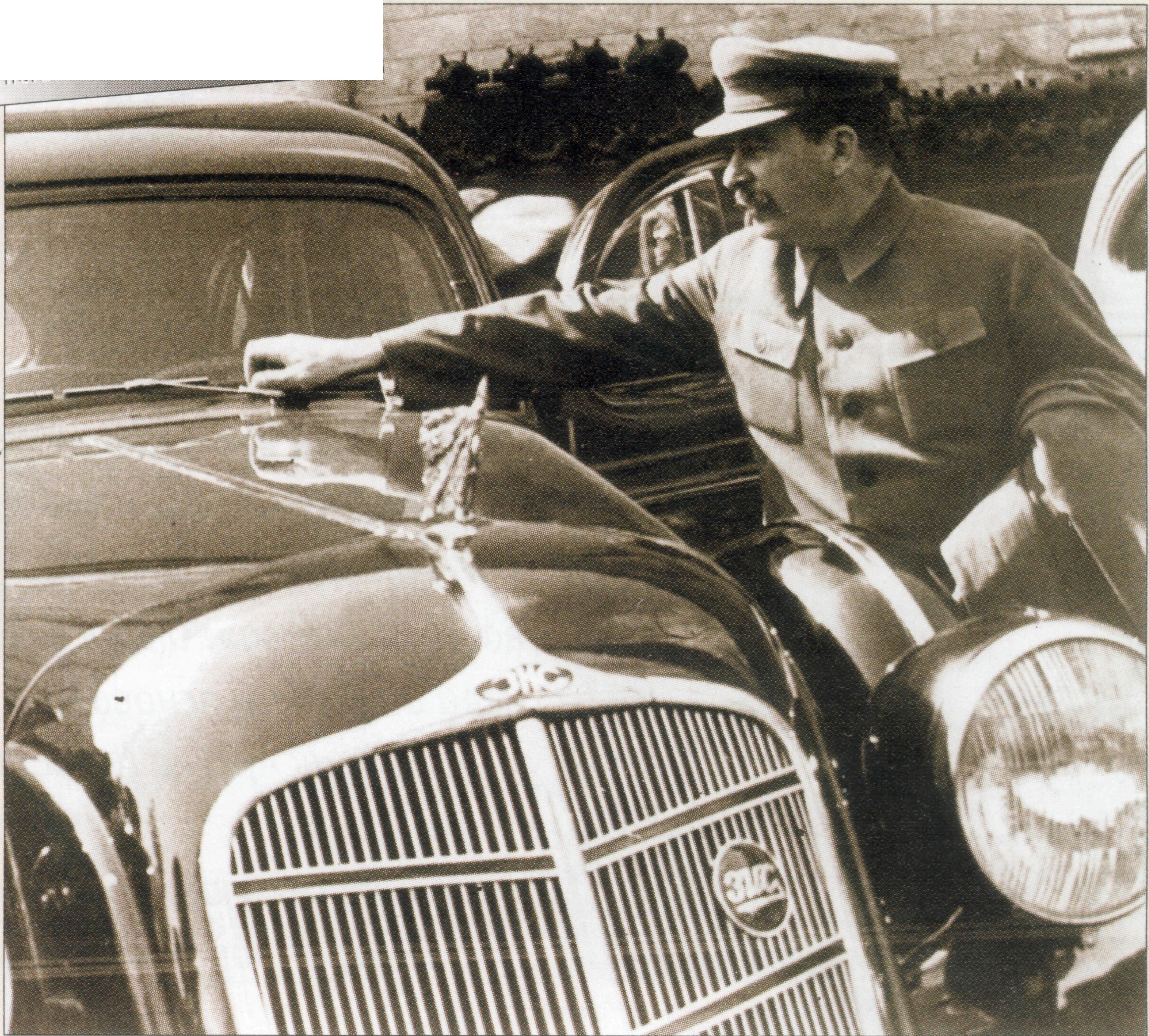
И. Сталин поправляет дворники ЗИСа-101 во время смотра в Кремле

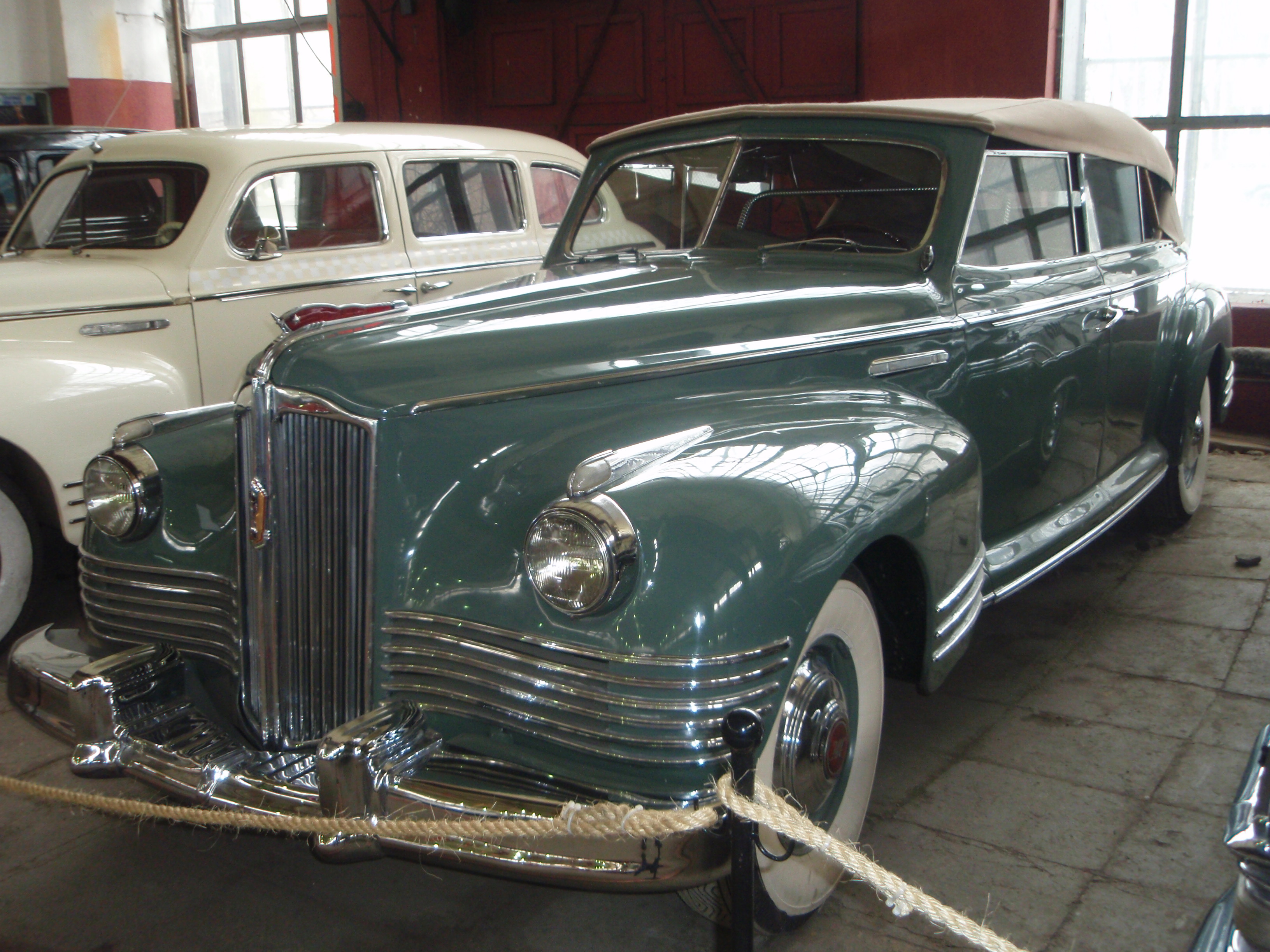
ЗИС-110Б в московском музее ретроавтомобилей

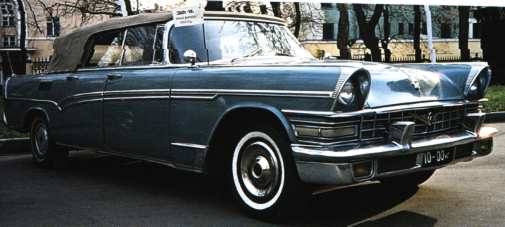
ЗИЛ-111B

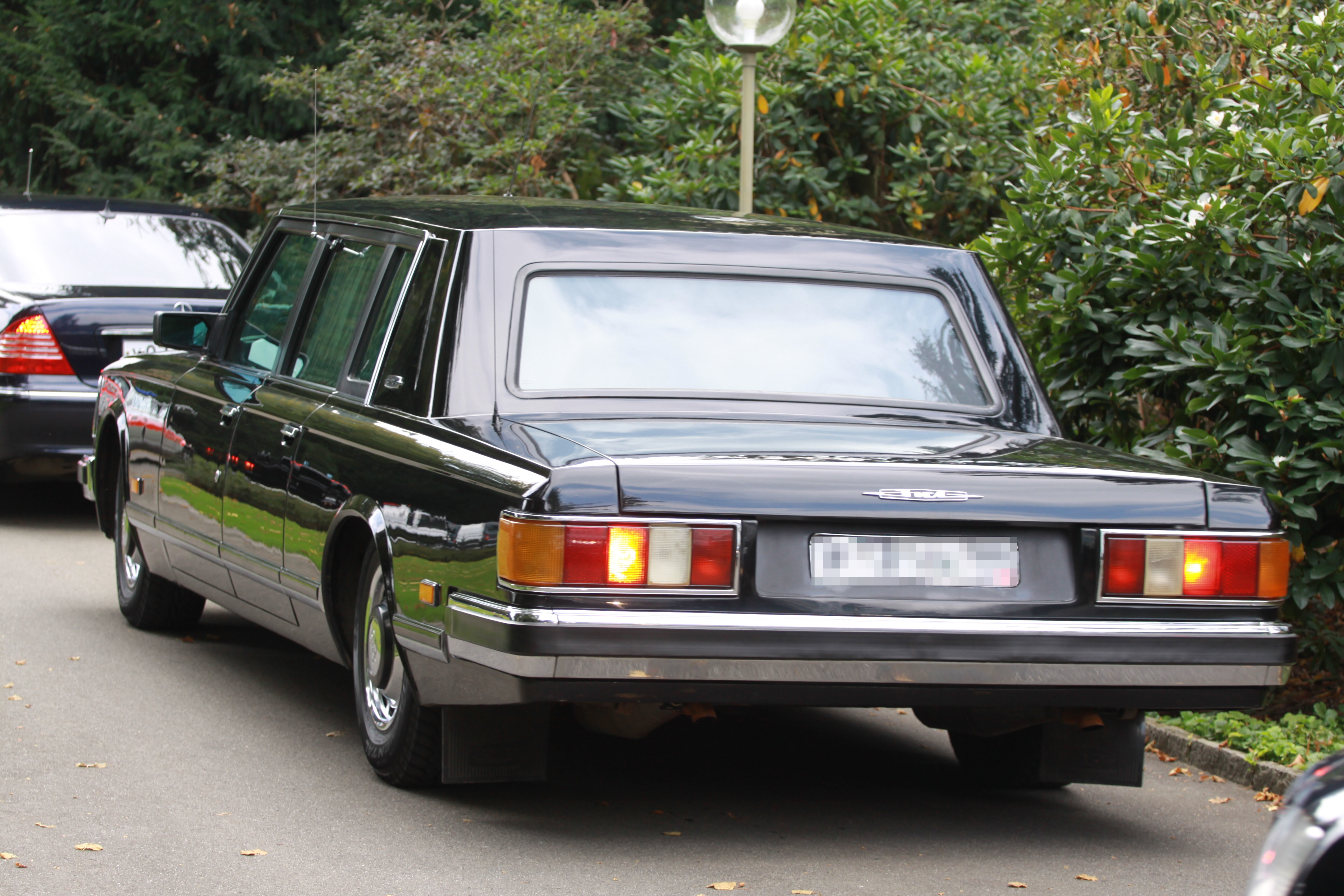
ЗИЛ-41052 для президента России

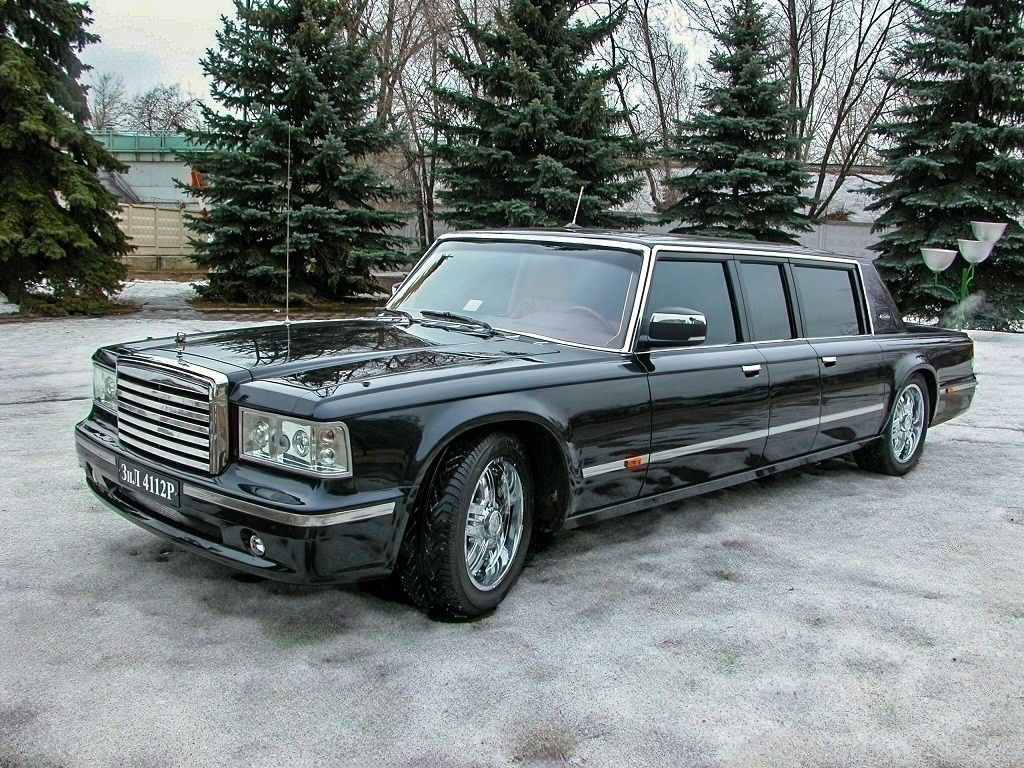
Прототип лимузина ЗИЛ-4112Р

## Модельный ряд

### 1-е поколение
| Модель   | Годы выпуска |
| -------- | ------------ |
| ЗИС-101  | 1936—1940    |
| ЗИС-101С | 1937—1941    |
| ЗИС-101А | 1940—1941    |
| ЗИС-102  | 1939—1940    |
| ЗИС-102А | 1940—1941    |

### 2-е поколение
| Модель                                      | Годы выпуска |
| ------------------------------------------- | ------------ |
| ЗИС-110                                     | 1945—1958    |
| ЗИС-110А                                    | 1949—1957    |
| ЗИС-110Б                                    | 1945—1958    |
| ЗИС-115 (бронированная модификация ЗИС-110) | 1949—1955    |

### 3-е поколение
| Модель                     | Годы выпуска |
| -------------------------- | ------------ |
| ЗИЛ-111                    | 1958—1962    |
| ЗИЛ-111А (с кондиционером) | 1958—1962    |
| ЗИЛ-111В                   | 1960—1962    |
| ЗИЛ-111Г                   | 1962—1967    |
| ЗИЛ-111Д                   | 1964—1967    |

### Грузовые автомобили и модификации

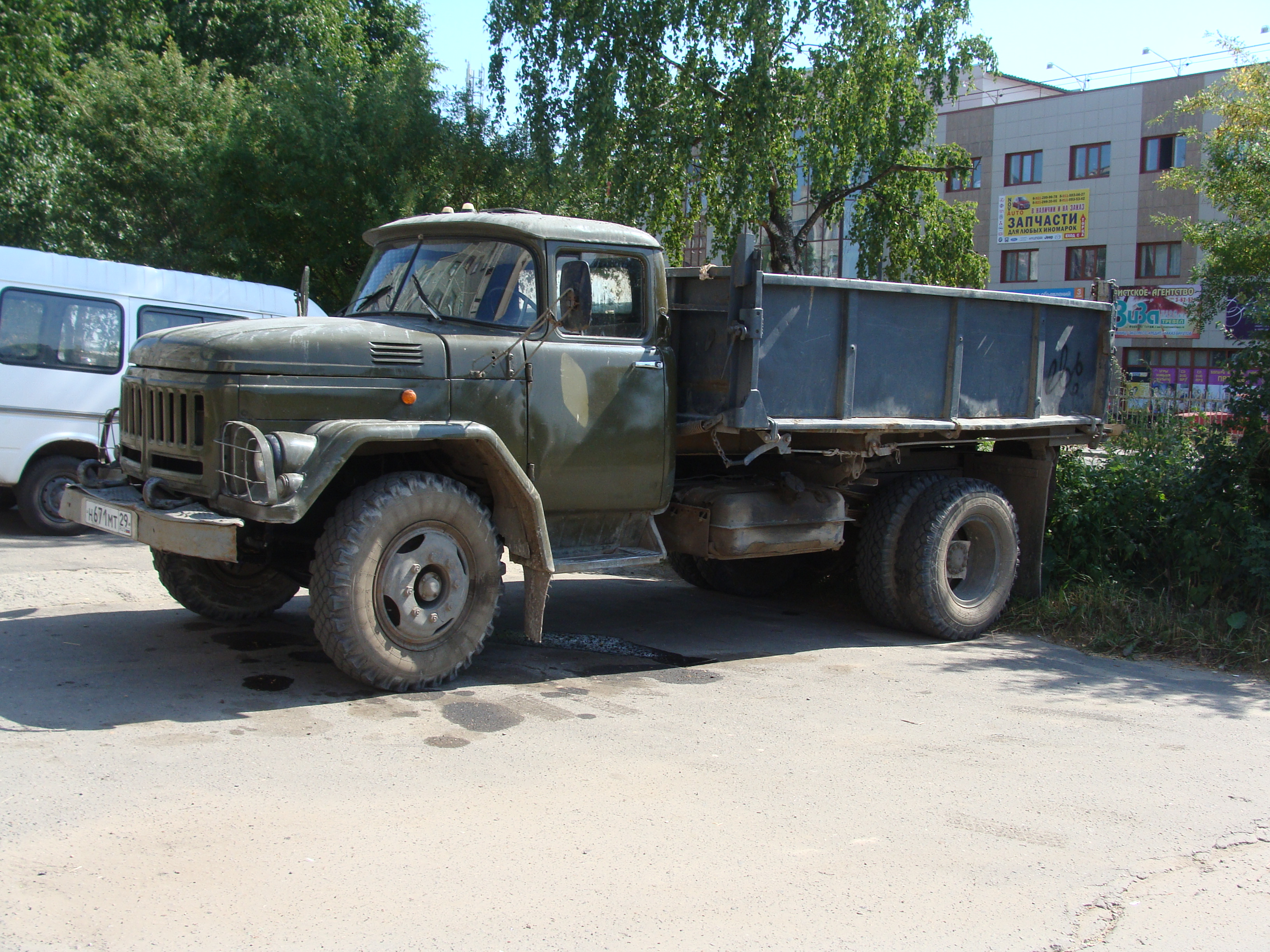
ЗИЛ-130 с кабиной от ЗИЛ-131 ЗИЛ АМУР

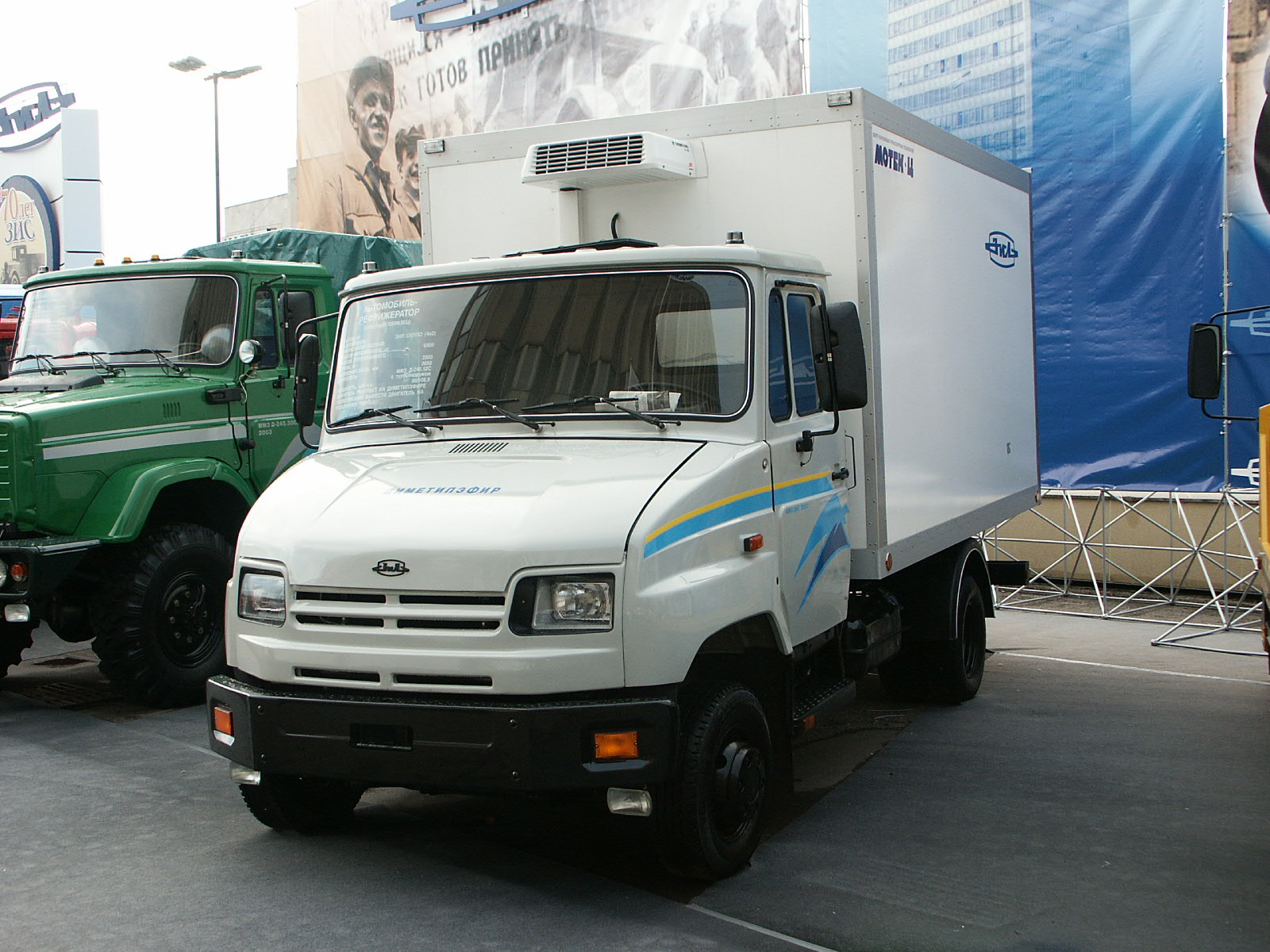
ЗИЛ-5301Е2 «Бычок»

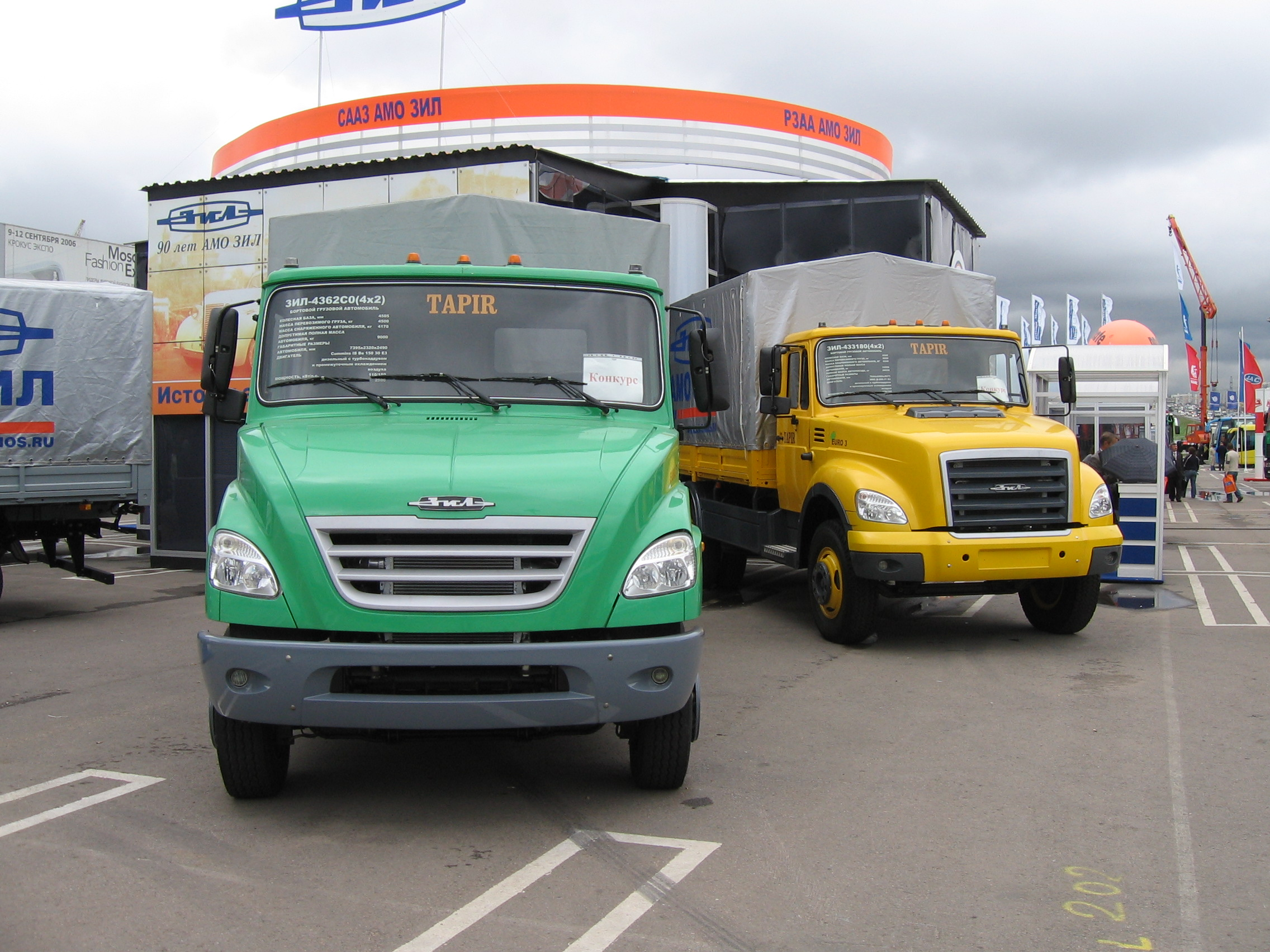
ЗИЛ-4362С0 и ЗИЛ-433180 семейства «Тапир»

### 4-е поколение
| Модель             | Годы выпуска    |
| ------------------ | --------------- |
| ЗИЛ-114            | 1967—1978       |
| ЗИЛ-114АЕ          | 1967—1978       |
| ЗИЛ-114Е           | 1967—1978       |
| ЗИЛ-114К           | 1967—1978       |
| ЗИЛ-117            | 1971—1983       |
| ЗИЛ-117Е           | 1971—1983       |
| ЗИЛ-117В           | 1973—1979       |
| ЗИЛ-4104 (ЗИЛ-115) | 1978—1983       |
| ЗИЛ-41042          | 1978—1983       |
| ЗИЛ-41043          | 1980—1983       |
| ЗИЛ-41044          | 1981            |
| ЗИЛ-41045          | 1983—1986       |
| ЗИЛ-41046          | 1983            |
| ЗИЛ-4105           | 1983            |
| ЗИЛ-41048          | 1984            |
| ЗИЛ-41049          | 1984            |
| ЗИЛ-41051          | 1984            |
| ЗИЛ-41047          | 1985—2002, 2010 |
| ЗИЛ-41041          | 1986—2000       |
| ЗИЛ-41052          | 1987—1999       |
| ЗИЛ-4107           | 1988—1999       |
| ЗИЛ-41072          | 1989—1999       |

### 1-е поколение (1917—1931)
| Модель                               | Годы выпуска |
| ------------------------------------ | ------------ |
| FIAT 15 Ter (сборка из имп. деталей) | 1917—1919    |
| АМО-Ф-15                             | 1924—1931    |

### 2-е поколение (1930—1948)
| Модель                         | Годы выпуска                                           |
| ------------------------------ | ------------------------------------------------------ |
| АМО-2 (сборка из имп. деталей) | 1930—1931                                              |
| АМО-3                          | 1931—1933                                              |
| ЗИС-5                          | 1933—1941                                              |
| ЗИС-6                          | 1933—1941                                              |
| ЗИС-12                         | 1934—1941                                              |
| ЗИС-5В                         | 1942—1944 (УльЗИС) 1942—1946 (ЗИС) 1944—1947 (УралЗИС) |
| ЗИС-42                         | 1942—1944                                              |
| ЗИС-50                         | 1946—1948                                              |

### 3-е поколение (1947—1991)
| Модель  | Годы выпуска               |
| ------- | -------------------------- |
| ЗИС-150 | 1947—1957                  |
| ЗИС-151 | 1948—1958                  |
| ЗИЛ-164 | 1957—1964                  |
| ЗИЛ-157 | 1958—1977 (УЗАМ) 1978–1991 |

### 3-е поколение (1963—2009)
| Модель           | Годы выпуска                    |
| ---------------- | ------------------------------- |
| ЗИЛ-130/ЗИЛ-4314 | 1963—1995 (УЗАМ/АМУР) 1991—2009 |
| ЗИЛ-131          | 1966—1990 (УЗАМ/АМУР) 1991—2009 |
| ЗИЛ-133          | 1975—1999                       |

### 4-е поколение (1987—2016)
| Модель           | Годы выпуска |
| ---------------- | ------------ |
| ЗИЛ-4331         | 1987—2012    |
| ЗИЛ-433360       | 1992—2012    |
| ЗИЛ-4334         | 1995—2015    |
| ЗИЛ-5301 «Бычок» | 1994—2014    |
| ЗИЛ-3250         | 1998—2012    |
| ЗИЛ-4327         | 1998—2012    |
| ЗИЛ-534330       | 1999—2003    |
| ЗИЛ-6309         | 1999—2002    |
| ЗИЛ-432930       | 2003—2014    |
| ЗИЛ-4329В        | 2009—2012    |
| ЗИЛ-433180       | 2003—2009    |
| ЗИЛ-436200       | 2008—2011    |
| ЗИЛ-43276Т       | 2015—2016    |

### Автобусы
- АМО-Ф-15 (1927—1931) — малый городской с деревянным каркасом кузова на шасси АМО-Ф-15
- АМО-4 (1932—1933) — средний городской с деревянным каркасом кузова на удлиненном шасси АМО-3
- ЗИС-8 (1934—1936) — средний городской с деревянным каркасом кузова на удлиненном шасси ЗИС-11
- ЗИС-16 (1938—1941) — средний городской с деревянным каркасом кузова на удлиненном шасси ЗИС-16
- ЗИС-154 (1947—1949) — большой городской, с дизель-электрической силовой установкой заднего расположения
- ЗИС-155 (1949—1957) — большой городской с использованием элементов шасси ЗИС-150
- ЗИС-127 (1955—1961) — большой междугородный дизельный
- ЗИЛ-158 (1957—1959) — большой городской с использованием элементов шасси ЗИЛ-164
- ЗИЛ-3250 (1998—2012) — автобус малого класса, построен на базе ЗИЛ-5301"Бычок"

### Спортивные автомобили

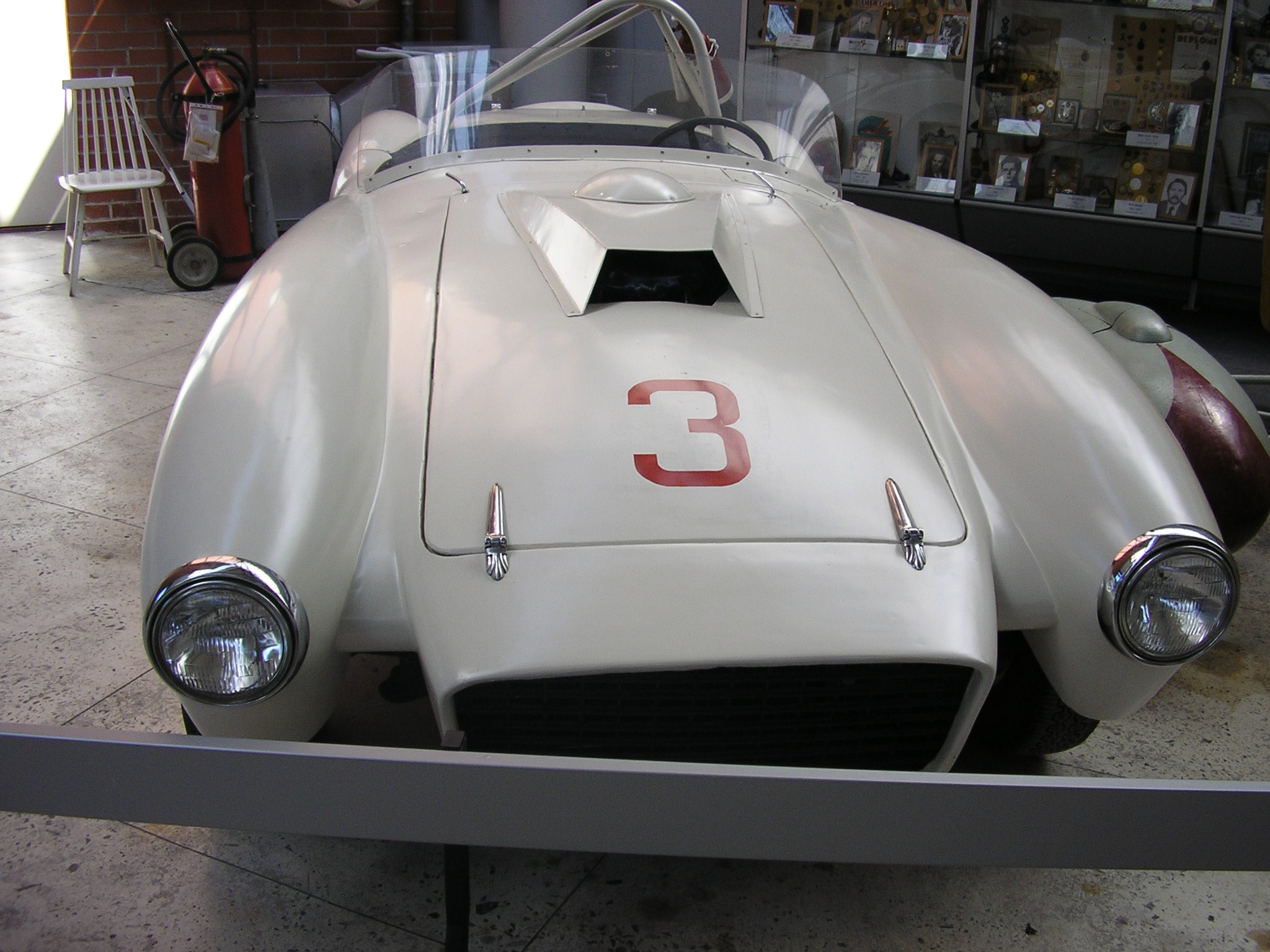
ЗИЛ-112С

- ЗИС-Спорт (1939)
- ЗИС-112 (1951)
- ЗИЛ-112С (1962)

### Спецтехника

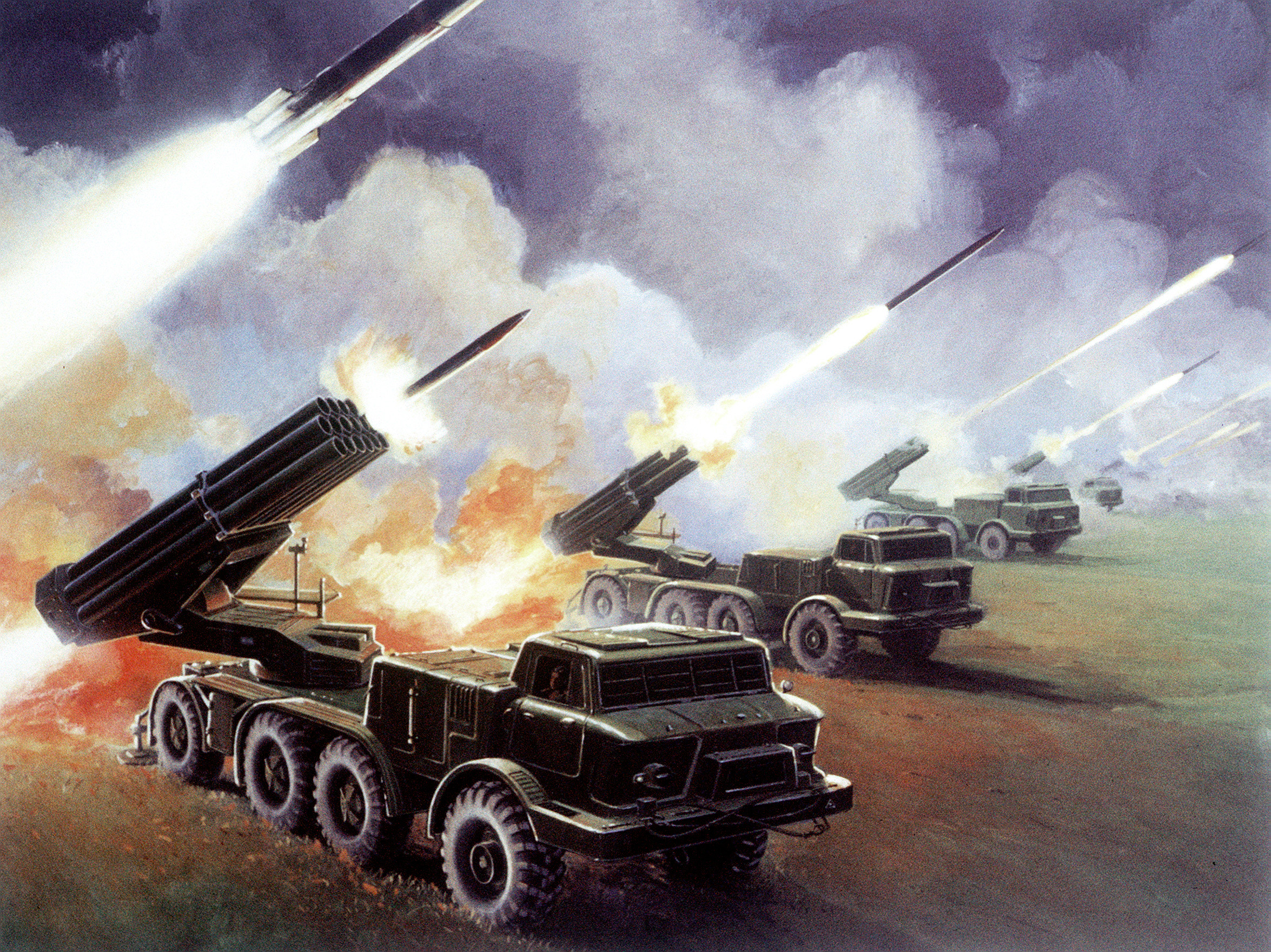
Батарея РСЗО БМ-27 «Ураган» на базе ЗИЛ-135ЛМ, иллюстрация из Soviet Military Power

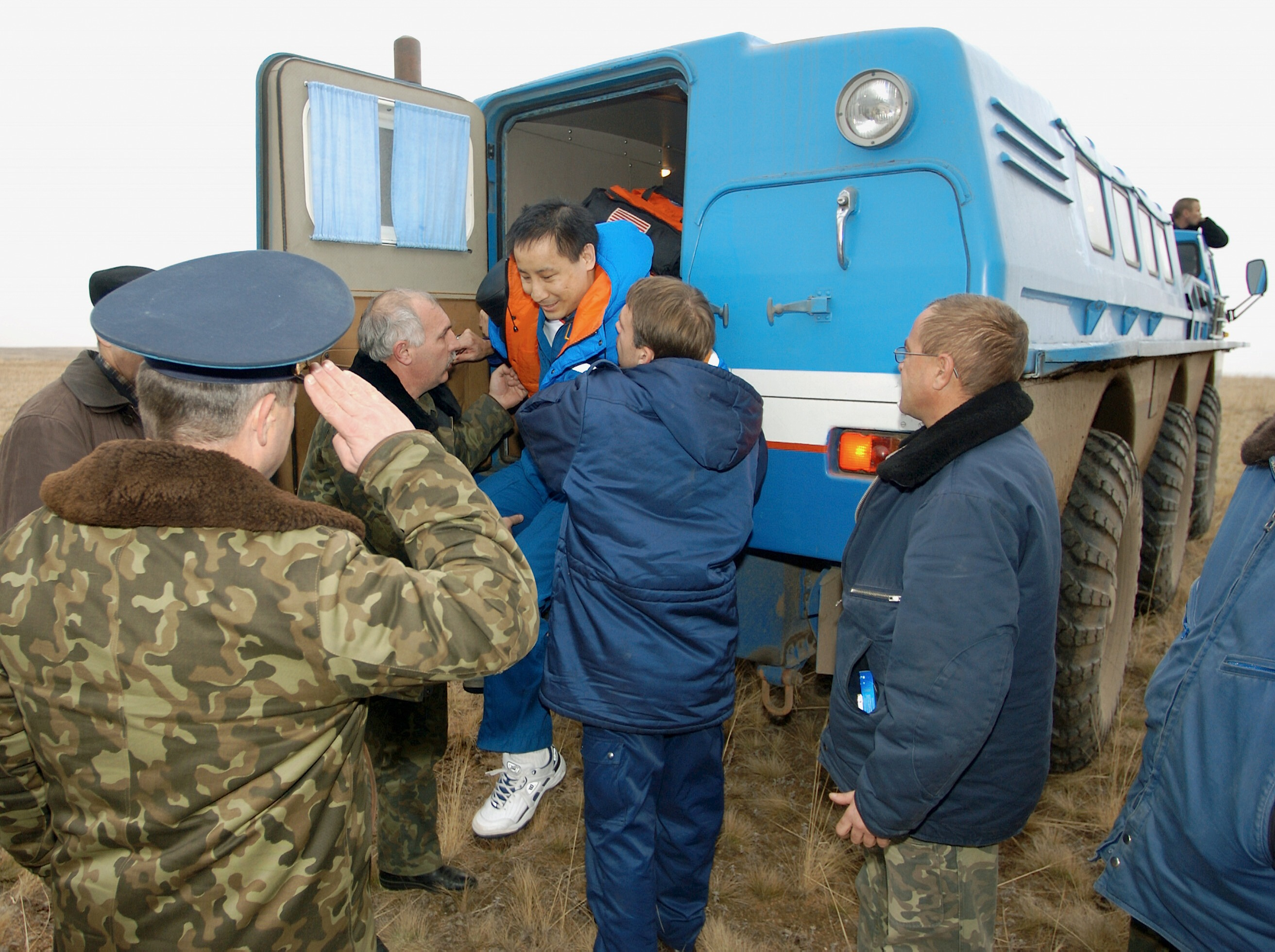
Эд Лу из экипажа Союза ТМА-2 выходит из «Синей птицы»

- БА-11 (ЗИС-34) (1939—1942) — бронеавтомобиль, колёсная формула 6 × 4
- БТР-152 (ЗИС-152) (1950—1955) — бронетранспортёр, колёсная формула 6 × 6
- БТР-152В (ЗИС-152В) (1955—1957) — бронетранспортёр, колёсная формула 6 × 6
- БТР-152В1 (1957—1962) — бронетранспортёр, колёсная формула 6 × 6
- БАВ-485 (ЗИС-485) (1952—1958) — амфибия, колёсная формула 6 × 6
- БАВ-485А (ЗИЛ-485А) (1959—1962) — амфибия, колёсная формула 6 × 6
- ЗИЛ-135Л (1961—1962) — специальный автомобиль высокой проходимости, колёсная формула 8 × 8
- ЗИЛ-135К, ЗИЛ-135М (1961—1962) — специальный автомобиль высокой проходимости, колёсная формула 8 × 8
- ЗИЛ-135ЛМ (1963—1964) — специальный автомобиль высокой проходимости, колёсная формула 8 × 8
- ЗИЛ-135П (1965) — мореходная амфибия
- ЗИЛ-135Э (1965) — специальное шасси с электрической трансмиссией с моторколёсами
- ПЭУ-1 (1966—1979) — поисково-эвакуационная установка
- ЗИЛ-4904 (1972) — шнекороторный снегоболотоход
- Проект 490 — поисково-спасательный комплекс «Синяя птица», состоящий из трёх вездеходов:
  - ЗИЛ-4906 (1975—1991) — грузовой вездеход
  - ЗИЛ-49061 (1975—1991) — грузопассажирский вездеход
  - ЗИЛ-29061 (1979—1983) — шнекороторный снегоболотоход
- ЗИЛ-4972 (1993—1998) — автомобиль высокой проходимости на трёхосном шасси «Синей Птицы» с обычной кабиной[50] и кузовом-фургоном КЦ-4972
- МДК-433362 (2006) — комбинированная дорожная машина
- МДК-432932 — комбинированная дорожная машина
- МДК-4329В-00 — комбинированная дорожная машина на бескапотном шасси ЗИЛ-4329В3 «Кентавр»
- МДКП-43276Т (2015) — комбинированная дорожная машина
- АЦ 0,8-40/2 (2000—2005) — пожарная автоцистерна на шасси ЗИЛ-530104
- ЗИЛ-5301АР (2006—2009) — автомобиль-эвакуатор, колёсная формула 4 × 2
- ЗИЛ-5302АР (2004—2008) — автомобиль-эвакуатор с краном-манипулятором, колёсная формула 6 × 2
- ЗИЛ-4329КМ (2009—2012) — машина дорожного мастера

### Вездеходы
- ЗИЛ-В1 «Витязь»
- ЗИЛ-132С
- ПКЦ-1 «Аэролл»
- ШН-68 «Шнек»
- ЗИЛ-4904
- ЗИЛ-3906 «Аэролл»

### Опытные и малосерийные
- ЗИС-МКИМ (193?)
- ЗИС-15 (1937—1944)
- ЗИС-22 (1941)
- ЗИС-22М (1941)
- ЗИС-2МБ (1941)
- ЗИС-32 (1941)
- ЗИС-253 (1943)
- ЗИС-110В (1945—1958) — кабриолет на базе ЗИС-110Б.
- ЗИС-153 (1948—1953) — полугусеничный транспортёр
- ЗИС-ЛТА (1949—1951) — полугусеничный лесовозный автомобиль повышенной проходимости на базе грузового автомобиля ЗИС-5 с использованием узлов и агрегатов трелёвочного трактора КТ-12. Был выпущен небольшой серией и эксплуатировался на протяжении нескольких лет, однако широкого распространения не получил.
- ЗИС-Э134 (1954)
- ЗИС-110П (1955) — полноприводная модификация ЗИС-110.
- ЗИЛ-129 (1955—1961) — большой городской
- ЗИЛ-134 (1957)
- ЗИЛ-118 «Юность» (1961—1970) — малый представительский с использованием элементов шасси ЗИЛ-111
- ЗИЛ-Э167 (1963) — снегоход
- ЗИЛ-170 (1967—1969) — будущий КамАЗ-5320
- ЗИЛ-118К «Юность» (1971—1991) — малый представительский с использованием элементов шасси ЗИЛ-114/ЗИЛ-115
- ЗИЛ-4101 и ЗИЛ-4102 (1988)
- ЗИЛ-3207 «Юность» (1991—1999) — малый представительский с использованием элементов шасси ЗИЛ-41047
- ЗИЛ-4112Р (2012)